# Klimawandel

Rekonstruktion der Temperaturänderungen der letzten 2000 Jahre (Daten geglättet)

Klimawandel, auch Klimaveränderung, Klimaänderung oder Klimawechsel, ist eine weltweit auftretende Veränderung des Klimas auf der Erde oder erdähnlichen Planeten oder Monden, die eine Atmosphäre besitzen. Die mit einem Klimawandel verbundene Abkühlung oder Erwärmung kann über unterschiedlich lange Zeiträume erfolgen. Ein wichtiges Unterscheidungsmerkmal besteht dabei zwischen jenen Witterungsverläufen, die im Rahmen eines Klimazustands beziehungsweise einer Klimazone erfolgen, und dem Klimawandel selbst, der die Wahrscheinlichkeit für das Auftreten bestimmter Wetterlagen erhöht oder vermindert.
Die gegenwärtige, vor allem durch den Menschen verursachte (anthropogene) globale Erwärmung ist ein Beispiel für einen sehr rasch verlaufenden, aber noch nicht abgeschlossenen Klimawandel. Hierfür wird in der öffentlichen Diskussion oftmals der Begriff Klimawandel als Synonym genutzt (dann aber als „Der Klimawandel“). Die durch den aktuellen Klimawandel hervorgerufene oder prognostizierte ökologische und soziale Krise wird auch als „Klimakrise“ oder „Klimakatastrophe“ bezeichnet.
Ein Klimawandel auf globaler Ebene beruht im Wesentlichen auf einer Veränderung des Strahlungsantriebs, der das Erdklimasystem aus einem stabilen thermisch-radiativen Gleichgewicht in ein neues Gleichgewicht überführt. Der Strahlungsantrieb resultiert aus den atmosphärischen Konzentrationen von Treibhausgasen wie Kohlenstoffdioxid (CO2), Methan (CH4) und Wasserdampf (H2O), aus der variierenden Sonneneinstrahlung aufgrund der Milanković-Zyklen sowie aus dem Rückstrahlvermögen (Albedo) der Erdoberfläche einschließlich der Ozeane. Der Klimazustand während der letzten Jahrmillionen war der eines Eiszeitalters und wurde überwiegend von den Milanković-Zyklen gesteuert, die die Sonneneinstrahlung über mehrere zehntausend Jahre signifikant veränderten und so den Anstoß für den Wechsel von Kalt- und Warmzeiten gaben. Unter Berücksichtigung der oben genannten Faktoren konnten elf dieser Warmzeiten (auch Interglaziale oder Zwischeneiszeiten) während der letzten 800.000 Jahre identifiziert und detailliert beschrieben werden.
Eine spezielle Form des Klimawandels sind abrupte Klimawechsel. Sie wurden in der Erdgeschichte durch Eruptionen von Supervulkanen, großflächige Magmaausflüsse, stark erhöhte Treibhausgas-Emissionen, schnelle Veränderungen von Meeresströmungen oder durch kurzfristige Rückkopplungsprozesse im Klimasystem ausgelöst, oft in Verbindung mit biologischen Krisen beziehungsweise Massenaussterben. Abrupte Klimawechsel können regional auftreten (wie die Dansgaard-Oeschger-Ereignisse im Nordatlantikraum während der letzten Kaltzeit) oder weltweite Auswirkungen haben, zum Beispiel infolge eines großen Impaktereignisses.
Der Begriff Klimaschwankung wird gelegentlich für Klimaänderungen verwendet, die nur wenige Jahrzehnte andauern oder zyklischer Natur mit variabler Periode sind und dabei nur selten einen weltweiten Einfluss ausübten. Zyklische Schwankungen werden auch als Klimafluktuationen bezeichnet, relativ rasche zyklische Wechsel auch als Klimaoszillation. Eine Epoche vergleichsweise kühlen Klimas wird in dem Zusammenhang manchmal Klimapessimum genannt, eine relativ warme Phase Klimaoptimum oder Wärmeoptimum. Optimum und Pessimum sind eine Konvention in der Klimasystematik und keine Wertung, können jedoch zu Fehlinterpretationen führen und werden deshalb in der neueren Fachliteratur durch den Begriff Klimaanomalie ersetzt. Die während des frühen Holozäns in Teilen der nördlichen Hemisphäre aufgetretene Misox-Schwankung (international 8.2 kiloyear event), wahrscheinlich verursacht von einem massiven Schmelzwasser-Eintrag in den Nordatlantik, war eine zeitlich scharf begrenzte, aber relativ ausgeprägte Klimaanomalie.

## Die Erforschung des Klimawandels
Schon im 17. und 18. Jahrhundert wurde vereinzelt, wie zum Beispiel von dem Universalgelehrten Robert Hooke, die Idee eines veränderlichen Klimas vertreten, begründet vor allem durch Fossilfunde „tropischer“ Tiere und Pflanzen in gemäßigten Regionen Europas. Einen bedeutenden Fortschritt verzeichnete die beginnende Erforschung des Erdklimasystems durch die Arbeiten von Jean Baptiste Joseph Fourier (1768–1830), der im Jahr 1824 den atmosphärischen Treibhauseffekt erstmals in seinen Grundzügen beschrieb. John Tyndall (1820–1893) identifizierte am Beginn der 1860er-Jahre auf der Basis von labortechnischen Messungen eine Reihe klimawirksamer Gase wie Wasserdampf, Kohlenstoffdioxid und Ozon und bestimmte darüber hinaus im Rahmen der damaligen Möglichkeiten ihr jeweiliges Treibhauspotential. Fast zur selben Zeit veröffentlichte der schottische Naturforscher James Croll (1821–1890) unter Einbeziehung der Eis-Albedo-Rückkopplung die erste fundierte Theorie zur Entstehung der Quartären Kaltzeitzyklen. Crolls Theorie wurde in der ersten Hälfte des 20. Jahrhunderts von Milutin Milanković und Wladimir Köppen mittels umfangreicher Berechnungen erheblich erweitert und avancierte unter der Bezeichnung Milanković-Zyklen ab etwa 1980 zu einem unverzichtbaren Bestandteil von Quartärforschung und Paläoklimatologie.
Mögliche Auswirkungen eines menschengemachten (anthropogenen) Klimawandels wurden von dem schwedischen Physiker und Chemiker Svante Arrhenius (1859–1927) zur Diskussion gestellt, der neben einer ersten Abschätzung der Klimasensitivität bereits 1906 prognostizierte, dass die industrielle Freisetzung von Kohlenstoffdioxid zwangsläufig zu einem Temperaturanstieg führen müsse. Allerdings ging er davon aus, dass unter Beibehaltung der damaligen CO2-Emissionen eine globale Erwärmung erst in Jahrhunderten nachweisbar sein würde. Direkte Belege für die Annahme einer stetig steigenden CO2-Konzentration und einer damit verbundenen Erwärmung konnte ab 1958 der US-amerikanische Forscher Charles David Keeling (1928–2005) vorweisen. Die nach ihm benannte Keeling-Kurve, basierend auf kontinuierlichen Messungen durch ein inzwischen weltweites Stationsnetz (in den letzten Jahrzehnten auch unter Einsatz von Erdsatelliten), nimmt in der Klimatologie einen besonderen Stellenwert ein und gilt als wichtigster Umweltdatensatz des 20. Jahrhunderts.

## Paläoklimatischer Überblick

### Entwicklung der Erdatmosphäre
Die Erde entstand vor 4,57 Milliarden Jahren aus mehreren Protoplaneten unterschiedlicher Größe. Ihre heutige Masse soll sie der Kollisionstheorie zufolge durch einen seitlichen Zusammenstoß mit einem marsgroßen Himmelskörper namens Theia vor 4,52 Milliarden Jahren erhalten haben. Dadurch wurden Teile des Erdmantels und zahlreiche Trümmerstücke von Theia in den damals noch sehr niedrigen Orbit geschleudert, aus denen sich innerhalb von 10.000 Jahren der zu Beginn glutflüssige Mond formte. Über dieses früheste und chaotisch geprägte Stadium der Erdgeschichte, das Hadaikum und das älteste Archaikum, sind mangels valider Daten keine gesicherten Aussagen möglich. Erst ab der Zeit vor 4,0 bis 3,8 Milliarden Jahren, nach der Entstehung der Ozeane und erster Lebensformen, existieren fossile Spuren und Proxys (Klimaanzeiger), die Rückschlüsse auf die Umweltbedingungen erlauben. Auf Basis dieser Hinweise wird angenommen, dass über weite Teile des Archaikums trotz der zu dieser Zeit deutlich verminderten Strahlungsleistung der Sonne ein warmes oder zumindest mild-gemäßigtes Klima herrschte.

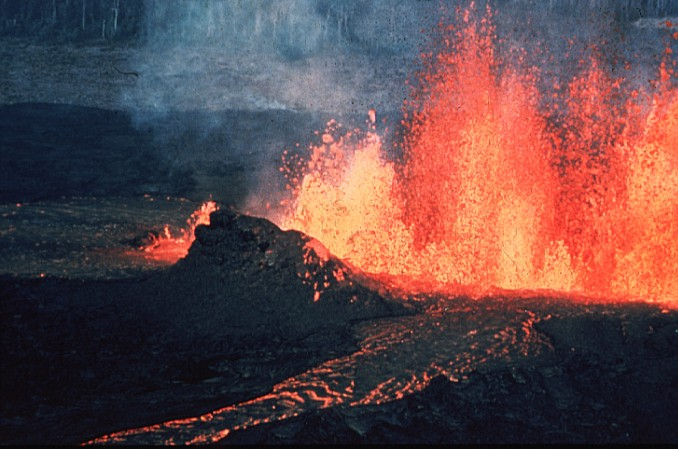
Der Vulkanismus war ein wichtiger Faktor der frühen Atmosphärenentwicklung.

Die Erde besaß bei ihrer Entstehung wahrscheinlich eine Uratmosphäre mit den Hauptbestandteilen Wasserstoff und Helium. Dieses Gasgemisch existierte nur relativ kurze Zeit, da sich durch die thermischen Auswirkungen einer möglichen Impaktserie sowie durch den Einfluss des Sonnenwindes und des solaren Magnetfelds leichte Elemente rasch verflüchtigten. Die erste Atmosphäre der Erde entstand vor mehr als vier Milliarden Jahren und war im Wesentlichen die Folge eines extrem starken Vulkanismus mit intensiven Ausgasungen von Kohlenstoffdioxid, Stickstoff und Schwefeldioxid. Da auf der erhitzten Erdoberfläche Niederschläge sofort verdampften, dominierte Wasserdampf mit einem Anteil von etwa 80 Prozent die sehr dichte und heiße Lufthülle. Danach folgten Kohlenstoffdioxid und Schwefelwasserstoff mit Anteilen von etwa 10 beziehungsweise 6 Prozent.
Gegen Ende des Hadaikums, vor rund 4 Milliarden Jahren, bildeten sich die ersten ozeanischen Becken. Mit der Ausbreitung des Lebens im Laufe des Eoarchaikums nahmen Einzeller wie die Archaeen erstmals direkten Einfluss auf die atmosphärische Zusammensetzung, indem sie mit ihren Stoffwechselprodukten den Methangehalt allmählich erhöhten. Gleichzeitig wurde Kohlenstoffdioxid der Atmosphäre entzogen und im Meerwasser gelöst, wodurch es zur Ausfällung und umfangreichen Ablagerung von Carbonaten kam. Der reaktionsträge (inerte) Stickstoff war an diesen Prozessen nicht beteiligt, seine Konzentration nahm daher ständig zu, bis er vor 3,4 Milliarden Jahren, als die Entwicklung der zweiten Atmosphäre ihren Abschluss fand, zu deren Hauptbestandteil wurde.
Die Bildung der dritten Atmosphäre war eng mit dem Auftreten von freiem Sauerstoff verknüpft. Mit großer Wahrscheinlichkeit existierten bereits vor mehr als drei Milliarden Jahren Cyanobakterien, die die oxygen-phototrophe Photosynthese nutzten. Der dabei freigesetzte Sauerstoff wurde bei der Oxidation verschiedener im Wasser gelöster Eisenverbindungen und Sulfide verbraucht. Nach Abschluss dieses lange währenden Oxidationsvorgangs diffundierten größere Sauerstoffmengen erstmals in die Atmosphäre. Dort lösten sie vor 2,4 Milliarden Jahren aufgrund ihrer oxidativen Wirkung einen Zusammenbruch der Methankonzentration aus. Diese als Große Sauerstoffkatastrophe bezeichnete Zäsur führte in den Ozeanen zum Massenaussterben fast aller anaeroben Lebensformen und anschließend zu einem gravierenden Klimawandel. Es gilt als sehr wahrscheinlich, dass die 300 Millionen Jahre dauernde Paläoproterozoische Vereisung (auch Huronische Eiszeit genannt) die unmittelbare Folge aus Methanverknappung und Sauerstoffzunahme war.
Im späten Proterozoikum kam es vor etwa 717 und 635 Millionen Jahren mit der Sturtischen Eiszeit und der Marinoischen Eiszeit zu weiteren ausgedehnten Glazialphasen. Es wird angenommen, dass während dieser Kaltzeiten eine Serie von Schneeball-Erde-Ereignissen auftrat, mit einer fast vollständigen Vereisung der Landmassen und Ozeane über eine Dauer von jeweils mehreren Millionen Jahren. Dieser Wechsel von längeren Warm- zu kürzeren Kaltzeiten setzte sich im weiteren Verlauf der Erd- und Klimageschichte bis in die geologische Gegenwart fort.
In Abhängigkeit von den Einflüssen des Erdsystems war die Atmosphäre immer wieder starken Veränderungen unterworfen. Die Sauerstoff-, Kohlenstoffdioxid- und Methan-Anteile schwankten zum Teil erheblich und spielten direkt oder indirekt eine entscheidende Rolle bei einer Reihe von Klimawandel-Ereignissen. Biologische Krisen korrelierten in den letzten 540 Millionen Jahren mehrmals mit einer Abkühlungsphase (mit einem weltweiten Temperaturrückgang von 4 bis 5 °C), häufiger jedoch mit starken Erwärmungen im Bereich von 5 bis 10 °C. Im letzteren Fall trug ein Bündel von Nebenwirkungen (Vegetationsrückgang, Ausgasungen von Gift- und Schadstoffen, Sauerstoffdefizite, Versauerung der Ozeane etc.) dazu bei, die irdische Biosphäre weiter zu destabilisieren.

### Klimawandel-Ereignisse im Phanerozoikum

#### Paläozoikum (Erdaltertum)

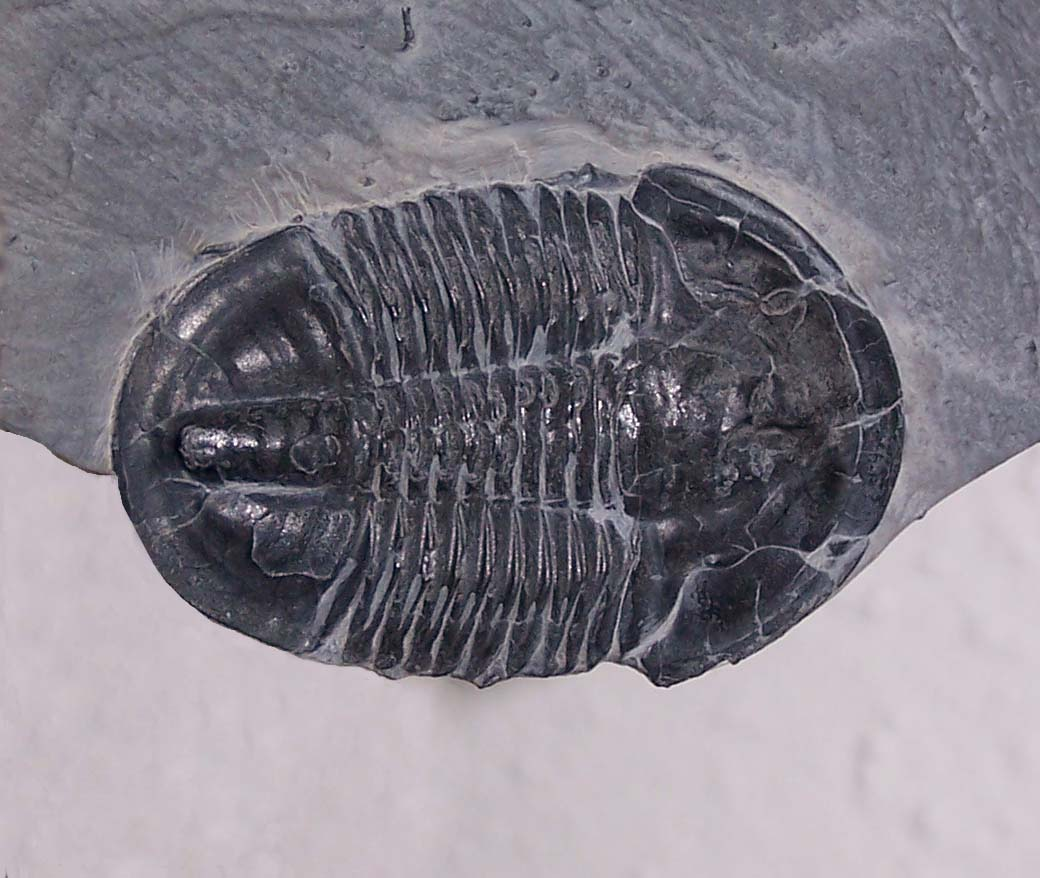
Die zu den Gliederfüßern zählende Klasse der Trilobiten trat vom Kambrium bis zum Perm in großer Artenvielfalt auf.

Vor 541 Millionen Jahren begann mit dem Phanerozoikum das jüngste Äon der Erdgeschichte. Zugleich markiert dieser Zeitpunkt den Beginn des Paläozoikums mit dem geologischen System des Kambriums. Während der Kambrischen Explosion entstanden innerhalb von nur 5 bis 10 Millionen Jahren die damaligen Vertreter aller heute existierenden Tierstämme. Unter klimatischen Aspekten war das Kambrium eine Periode mit zum Teil extrem erhöhtem Vulkanismus, mit globalen Temperaturwerten um 20 °C oder zum Teil darüber und einer atmosphärischen CO2-Konzentration über 5.000 ppm (bei gleichzeitig verminderter Strahlungsleistung der Sonne um etwa 5 Prozent). Diese Umweltbedingungen beeinflussten die chemische Beschaffenheit der Ozeane, sodass die marinen Biotope durch Schwefeldioxid- und Kohlenstoffdioxid-Eintrag, Sauerstoffverknappung (Hypoxie) sowie durch die bakterielle Erzeugung und Freisetzung von Schwefelwasserstoff häufig an ihre Grenzen gelangten. Daraus resultierten signifikante Störungen des Kohlenstoffzyklus, verbunden mit mehreren biologischen Krisen beziehungsweise Massensterben.
Das im Kambrium herrschende Warmklima setzte sich im anschließenden Ordovizium (485,4 bis 443,4 mya) zunächst fort. Vor etwa 460 Millionen Jahren begann jedoch ein allmählicher, in das Ordovizische Eiszeitalter mündender Abkühlungsprozess. Diese Entwicklung hing vor allem mit der Vegetationsausbreitung auf dem Festland zusammen, die wahrscheinlich in Form moosartiger Pflanzen und früher Pilzformen bereits ab dem Mittleren Kambrium erfolgte und sich im Ordovizium verstärkt fortsetzte. Die dichter werdende Pflanzendecke entwickelte sich dabei zu einem elementaren Klimafaktor, da sie erheblich zur beschleunigten chemischen Verwitterung der Erdoberfläche und damit zu einer deutlichen Reduzierung der CO2-Konzentration beitrug. Während der letzten ordovizischen Stufe des Hirnantiums (445,2 bis 443,4 mya) kam es zu einer Intensivierung der Kaltzeitbedingungen mit einer raschen Ausdehnung von Meereisflächen und kontinentalen Eisschilden, wobei die Oberflächentemperatur äquatorialer Ozeane um 8 °C abnahm und die weltweiten Durchschnittstemperaturen auf etwa 11 bis 13 °C sanken. Parallel dazu geschah eines der folgenschwersten Massenaussterben der Erdgeschichte, mit einem geschätzten Artenschwund ozeanischer Lebensformen bis 85 Prozent, eventuell mitverursacht von länger andauernden ozeanischen anoxischen Ereignissen und einer Schwermetallbelastung der Meere.
Das Silur (443,4 bis 419,2 mya) war geprägt von tiefgreifenden plattentektonischen Prozessen und mehreren Aussterbewellen, hingegen blieb der Klimazustand nach dem Abklingen des Ordovizischen Eiszeitalters im Wesentlichen stabil. Dies änderte sich grundlegend im Oberdevon vor 372 und 359 Millionen Jahren mit dem Kellwasser- beziehungsweise Hangenberg-Ereignis. Beide Krisenzeiten hatten eine Dauer von wenigen 100.000 Jahren, verzeichneten den Zusammenbruch mehrerer Ökosysteme und wiesen einen raschen Wechsel von Kalt- und Warmphasen auf, mit Schwankungen des Meeresspiegels im Bereich von 100 Metern. Als mögliche Ursachen der Massenaussterben werden in der Fachliteratur verschiedene Faktoren in Betracht gezogen, darunter die Auswirkungen eines Megavulkanismus, tiefgreifende geochemische Veränderungen der Ozeane mit vermehrter Freisetzung von hochgiftigem Schwefelwasserstoff oder einen durch die abnehmende Kohlenstoffdioxid-Konzentration deutlich verstärkten Einfluss der Milanković-Zyklen, verbunden mit einem plötzlichen Umkippen des gesamten Klimasystems. Durch die massive Ablagerung von organischem Kohlenstoff in Schwarzschiefer-Sedimenten reduzierte sich der CO2-Gehalt um rund 50 Prozent und lag am Ende des Devons bei etwa 1.000 ppm. Die Tendenz einer fortschreitenden Verringerung der CO2-Konzentration blieb über die gesamte „Steinkohlenzeit“ des Karbons (358,9 bis 298,9 mya) bestehen und könnte zu einem atmosphärischen Anteil von etwa 100 ppm am Beginn des Perms (298,9–252,2 mya) geführt haben. Großen Einfluss auf diese Entwicklung hatte die zunehmende Ausbreitung tief wurzelnder und das Erdreich aufspaltender Gewächse in Verbindung mit verstärkter Bodenerosion und umfangreichen Inkohlungsprozessen, die maßgeblich zur Entstehung des 80 bis 100 Millionen Jahre währenden Permokarbonen Eiszeitalters beitrugen.
An der Perm-Trias-Grenze trat zusammen mit dem größten Massenaussterben des Phanerozoikums eine rapide und extrem starke Erwärmung auf, in deren Verlauf, gekoppelt mit zahlreichen Nebenwirkungen, die Temperaturen der Festlandsbereiche und der oberen Meeresschichten um 8 bis 10 °C zunahmen. Als Auslöser und Hauptursache für den weltweiten Kollaps der Ökosysteme gelten die Ausgasungen des Sibirischen Trapps, der in seinen Aktivitätsphasen eine Fläche von 7 Millionen km² mit Flutbasalten bedeckte. Auf dem Höhepunkt der globalen Krise, deren Dauer in der neueren Fachliteratur auf maximal 30.000 Jahre veranschlagt wird, erreichte die Treibhausgas-Konzentration mit signifikanten Methan-Anteilen einen sehr hohen CO2-Äquivalentwert, während der Sauerstoffgehalt in gegenläufiger Weise von 30 Prozent am Beginn des Perms auf 10 bis 15 Prozent sank. In der Folge dauerte es zum Teil mehr als 10 Millionen Jahre, bis sich die durch extreme Erwärmung, Großbrände, sauren Regen und Sauerstoffreduzierung geschädigten Biotope schrittweise erneuert hatten.

#### Mesozoikum (Erdmittelalter)

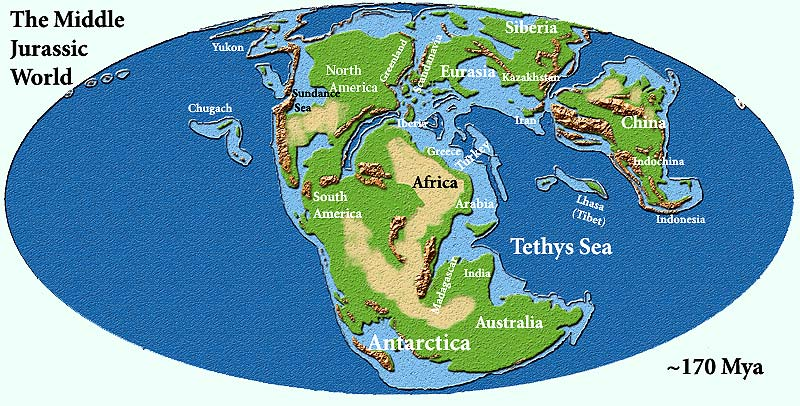
Anordnung der Kontinente im Mittleren Jura

Mit der Trias (252,2 bis 201,3 mya) begann das überwiegend von einem Warmklima geprägte Mesozoikum, wobei die globalen Durchschnittstemperaturen nach anfänglichen heftigen Fluktuationen zunächst 2 bis 3 °C über den Werten des bisherigen 21. Jahrhunderts lagen. An der Trias-Jura-Grenze bewirkte die Entstehung der 11 Millionen km² umfassenden Zentralatlantischen Magmatischen Provinz aufgrund umfangreicher CO2-Emissionen eine Erwärmungsspitze im Bereich von +4 bis +6 °C und zusammen mit einer weltweiten Schadstoffbelastung ein weiteres Massenaussterben. Für die wechselhafte Klimageschichte des Juras (201,3 bis 145 mya) sind mehrere Abkühlungsphasen belegt, die laut einigen Studien zur Bildung von kontinentalen Eisschilden geführt haben könnten. Andere Publikationen postulieren einen eher moderaten Temperaturrückgang und bewerten die Existenz größerer Eiskappen als unwahrscheinlich. Eine umfassende Analyse der prägnanten und sehr rasch verlaufenden Meeresspiegelschwankungen im Jura kommt zu dem Ergebnis, dass die Veränderungen des Meerwasservolumens ohne die Annahme einer Glazialeustasie rätselhaft bleiben.
Im Unterschied dazu konnten für die Kreide (145 bis 66 mya) mehrere Vereisungsprozesse definitiv nachgewiesen werden. Eine breit angelegte geologische Untersuchung südaustralischer Regionen erbrachte eindeutige Hinweise, unter anderem in Form von Tilliten, Dropstones und Diamiktit, dass auf dem Kontinent im Verlauf der Unterkreide mehr oder minder ausgeprägte Gletscherbildungen stattfanden. Nach wechselnden klimatischen Bedingungen am Beginn der Epoche entstand im Klimaoptimum der Mittleren und Oberen Kreide die wahrscheinlich intensivste Treibhausphase des Phanerozoikums, mit einem stark schwankenden, bei einem ungefähren Mittelwert von 1.000 bis 1.500 ppm liegenden CO2-Level und eventuell mitverursacht von lang anhaltenden Superplume-Aktivitäten beziehungsweise einer stark erhöhten Plattenkonvergenz.
Eine Besonderheit der Kreide war die Häufung von ozeanischen anoxischen Ereignissen, wobei jenes an der Cenomanium-Turonium-Grenze (93,9 mya) globale Dimensionen erreichte und das wahrscheinlich die markanteste Störung des Kohlenstoffkreislaufs der letzten 100 Millionen Jahre verursachte, mit prägnanten klimatischen und biologischen Auswirkungen. Gegen Ende der Kreide setzte eine allmähliche Abkühlung über Millionen Jahre ein, im Maastrichtium (72,0 bis 66,0 mya) mit mehreren kurzzeitigen Klimawechseln und einer Abnahme der Kohlenstoffdioxid-Konzentration auf ca. 420 bis 650 ppm.

#### Känozoikum (Erdneuzeit)

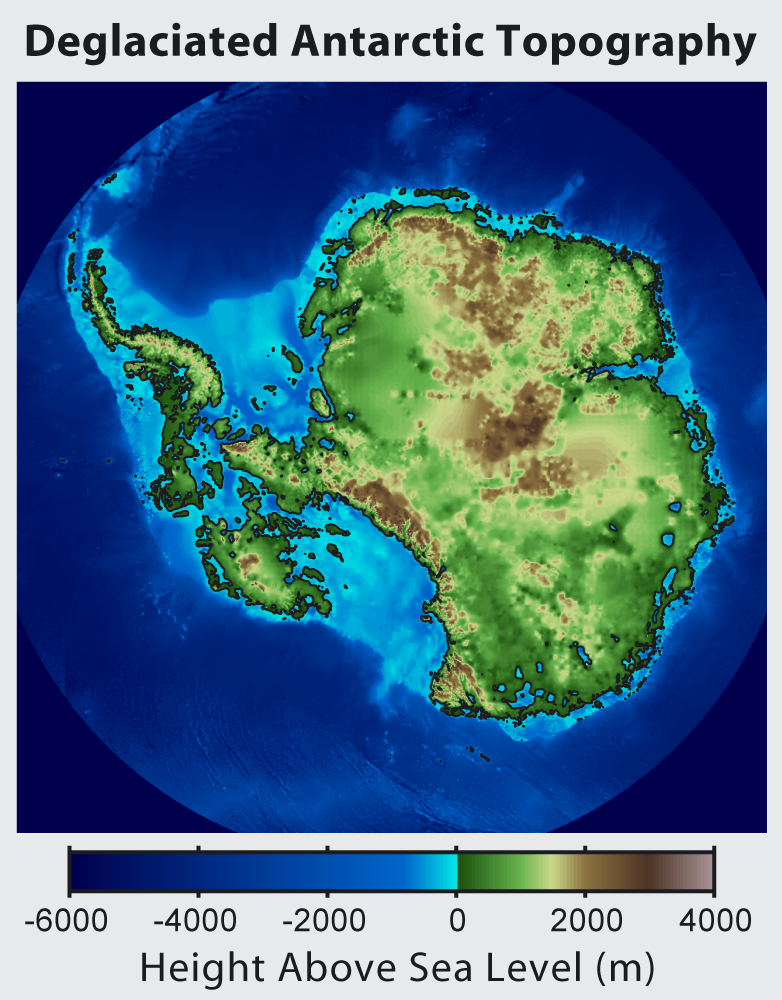
Topographische Karte von Antarktika ohne Eisbedeckung. Berücksichtigt sind die isostatische Landhebung sowie der erhöhte Meeresspiegel, die Darstellung entspricht ungefähr der Situation vor 35 Mill. Jahren.

Der Asteroideneinschlag an der Kreide-Paläogen-Grenze vor 66 Millionen Jahren, der etwa 75 Prozent der damaligen Arten auslöschte, eventuell verbunden mit einem globalen Dauerfrostklima über mehrere Jahre, bildet den Übergang vom Mesozoikum zum Känozoikum. Nach der Stabilisierung des Erdklimasystems und der relativ zügig verlaufenden Regeneration der Biosphäre herrschte zu Beginn des Paläozäns (der ersten Serie des Känozoikums) zunächst ein warm-gemäßigtes Klima, das jedoch im weiteren Verlauf zunehmend subtropischer wurde. Einige Studien nennen für das frühe und mittlere Paläozän mit 300 bis 450 ppm geringere CO2-Werte als in der späten Kreide, während andere Arbeiten auf der Basis von Multiproxy-Auswertungen einen Mittelwert von 600 ppm mit entsprechend höherer Globaltemperatur berechneten.
An der Grenze zum Eozän (56 mya) entstand mit dem Paläozän/Eozän-Temperaturmaximum (PETM) die erste und ausgeprägteste von mehreren Wärmeanomalien. Durch massive Emissionen aus vulkanischen oder ozeanischen Quellen gelangten innerhalb kurzer Zeit mehrere tausend Gigatonnen Kohlenstoffdioxid und Methan in die Atmosphäre, und die Globaltemperatur stieg von etwa 18 °C im späten Paläozän während des Höhepunkts der rund 200.000 Jahre dauernden Anomalie auf mindestens 24 °C, möglicherweise auf deutlich höhere Werte. Als primäre Ursache für die abrupte Erwärmung am Beginn des PETM favorisieren mehrere Studien den CO2-Ausstoß der Nordatlantischen Magmatischen Großprovinz, die während der Bildung des Nordatlantiks entstand. Diese Annahme ist jedoch umstritten und konkurriert mit anderen Erklärungsansätzen. Als gesichert gilt, dass die Ausdehnung der tropischen Klimazone bis in höhere Breiten weiträumige Migrationsbewegungen von Flora und Fauna bewirkte und vielfältige biologische Auswirkungen sowohl in terrestrischen als auch in marinen Habitaten hatte.
Das Eozäne Klimaoptimum fand seinen Abschluss mit dem Azolla-Ereignis vor rund 49 Millionen Jahren, das eine deutliche CO2-Reduktion zur Folge hatte und den Beginn einer allmählichen globalen Abkühlung markierte. Ungefähr zur selben Zeit endete die Hauptphase der anfangs mit heftigem Flutbasalt-Vulkanismus einhergehenden Kollision der Indischen Kontinentalplatte mit der Eurasischen Platte. Im Zuge der Auffaltung des Himalaya und anderer Gebirgsketten (Alpidische Orogenese) wurden Erosions- und Verwitterungsprozesse und die damit gekoppelte Kohlenstoffbindung zu einem Klimafaktor, der die Abkühlungstendenz weiter verstärkte.
Ein scharfer klimatischer Einschnitt ereignete sich an der Eozän-Oligozän-Grenze (33,9 mya) mit dem Beginn des Känozoischen Eiszeitalters. Innerhalb eines sehr kurzen Zeitraums, der möglicherweise nur einige Jahrtausende umfasste, kam es zu einem rapiden Abfall der atmosphärischen CO2-Konzentration mit einer weltweiten Abkühlung einschließlich der Ozeane und der beginnenden Entstehung des antarktischen Eisschilds.
| ❮ | System        | Serie      | Stufe        | ≈ Alter (mya) |
| - | ------------- | ---------- | ------------ | ------------- |
| ❮ | Q u a r t ä r | Holozän    | Meghalayum   | 0 ⬍ 0,004     |
| ❮ | Q u a r t ä r | Holozän    | Nordgrippium | 0,004 ⬍ 0,008 |
| ❮ | Q u a r t ä r | Holozän    | Grönlandium  | 0,008 ⬍ 0,012 |
| ❮ | Q u a r t ä r | Pleistozän | Tarantium    | 0,012 ⬍ 0,126 |
| ❮ | Q u a r t ä r | Pleistozän | Chibanium    | 0,126 ⬍ 0,781 |
| ❮ | Q u a r t ä r | Pleistozän | Calabrium    | 0,781 ⬍ 1,806 |
| ❮ | Q u a r t ä r | Pleistozän | Gelasium     | 1,806 ⬍ 2,588 |
| ❮ | früher        | früher     | früher       | älter         |

Die Quartären Kaltzeitperioden als jüngste Abschnitte des Känozoischen Eiszeitalters begannen vor rund 2,7 Millionen Jahren mit weiträumigen Vergletscherungen auf der nördlichen Hemisphäre. In der Wissenschaft herrscht die Auffassung vor, dass die zunehmende arktische Vergletscherung mit einem deutlichen Rückgang der globalen CO2-Konzentration in Verbindung steht, wodurch vor allem die Sommermonate kühler ausfielen. Einige Studien konstatieren eine erste Abkühlungsphase im ausklingenden Pliozän (3,2 mya) und eine zweite im frühen Pleistozän (2,4 mya), wobei der CO2-Gehalt von ursprünglich 375 bis 425 ppm auf 275 bis 300 ppm sank, mit einer weiteren Abnahme während der folgenden Kaltzeitzyklen. Zum wahrscheinlich ersten Mal während des Phanerozoikums waren damit die polarnahen Festlandsbereiche beider Hemisphären von Eisschilden bedeckt.
Die letzten 11.700 Jahre des Quartärs bilden das Interglazial (Zwischeneiszeit) des Holozäns und damit die geologische Gegenwart. Dieser Zeitraum umfasst alle bekannten Hochkulturen sowie die gesamte historisch belegte Menschheitsgeschichte einschließlich der modernen Zivilisation. Während des Holozäns herrschte bis vor kurzem ein nach erdgeschichtlichen Maßstäben stabiles Globalklima mit einem Temperaturkorridor von ungefähr ±0,6 °C. Das Ausbleiben von geophysikalischen, biologischen und klimatischen Krisen wird als Garant dafür betrachtet, dass abgesehen von regional begrenzten Einschnitten eine relativ gleichmäßige kulturelle und technologische Entwicklung der menschlichen Gesellschaften stattfinden konnte.

## Ursachen für natürliche Klimaveränderungen im Erdsystem
Klimaveränderungen beruhten in der Erdgeschichte oftmals auf einer Kombination mehrerer Faktoren. Die meisten dieser Klimafaktoren sind mittlerweile wissenschaftlich genau verstanden und zum Teil messtechnisch belegt, andere sind als grundsätzlicher Kausalzusammenhang allgemein anerkannt, und einige sind aufgrund von guten Korrelationen der vermuteten Einflussgrößen mit bestimmten klimatischen Entwicklungen naheliegend, im Detail aber noch nicht endgültig geklärt. Generell wird zwischen positiven und negativen Rückkopplungen unterschieden, wobei positive als selbstverstärkende Rückkopplungen bezeichnet werden (wie Eis-Albedo-Rückkopplung oder Wasserdampf-Rückkopplung) und negative als sich selbst abschwächende oder stabilisierende Rückkopplungen. Ein negativ rückgekoppeltes System wird somit Störungen seiner energetischen Balance ausgleichen und zum ursprünglichen Klimazustand zurückkehren.
Auch während einer erdgeschichtlich ereignisarmen Periode war das Klima nie wirklich stabil und auch abseits der großen Umweltkrisen deutlichen Schwankungen über Zeiträume von mehreren 10.000 oder 100.000 Jahren unterworfen. Als Gründe hierfür kommen in erster Linie Veränderungen der Vegetationsbedeckung mit Rückwirkungen auf Albedo und Kohlenstoffzyklus in Frage, darüber hinaus länger anhaltende vulkanische Aktivitäten mit entsprechender Freisetzung von CO2, Aerosolen und Schwefeldioxid oder regional auftretende plattentektonische Prozesse wie die Öffnung beziehungsweise Schließung von Meeresstraßen, jeweils verbunden mit einer Verlagerung, Intensivierung oder Abschwächung atmosphärischer und ozeanischer Zirkulationsmuster.
In einigen Hypothesen wird die Auffassung vertreten, dass auf der Skala der Erdgeschichte der Klimaverlauf nicht nur von terrestrischen Faktoren, sondern auch von variierenden kosmischen Strahlungseinflüssen gesteuert wird. So sollen laut dieser Annahme die Kaltzeiten des Phanerozoikums mit regelmäßigen Spiralarmdurchgängen der Sonne und ihrer Heliosphäre korrelieren. Periodisch auftretende kosmische Einflüsse auf die biologische und klimatische Entwicklung sind jedoch nach aktuellem Forschungsstand nur schwach belegt und spielen bestenfalls eine untergeordnete Rolle.

### Sonne
Von jenen Faktoren, die das irdische Klima von Beginn an prägten und bis heute bestimmen, spielt der externe Einfluss der Sonne auf das Erdklimasystem die wichtigste Rolle. Die in einem thermonuklearen Fusionsprozess erzeugte und abgestrahlte solare Energie ist die Grundlage für die Entstehung und Entwicklung des Lebens auf der Erde. Nach der im Jahr 2015 erfolgten Festlegung durch die Internationale Astronomische Union beträgt die mittlere Strahlungsintensität in Form der Solarkonstante außerhalb der Erdatmosphäre 1361 W/m². Aufgrund der Exzentrizität der Erdbahn variiert deren Stärke im Jahresverlauf zwischen 1325 W/m² und 1420 W/m². Jedoch ist die Insolation an der Erdoberfläche wesentlich geringer und beläuft sich bei sommerlicher Mittagssonne in Zentraleuropa bei klarem Himmel auf etwa 700 W/m², im Winter hingegen nur auf knapp 250 W/m².
Die Bezeichnung Solarkonstante ist etwas irreführend, da diese – wenngleich innerhalb enger Grenzen – zyklischen Schwankungen unterliegt (etwa 0,1 Prozent sowohl im sichtbaren Bereich als auch in der Gesamtstrahlung) und ursächlich an die Maxima- und Minimaperioden der Sonnenflecken und damit an die unterschiedlichen Aktivitätsperioden der Sonne gekoppelt sind.

Entstehung eines Sonnenflecks: Gebündelte Magnetfeldlinien dringen aus dem Inneren der Sonne zur Oberfläche vor.

Diese Schwankungen beruhen auf mehr oder minder regelmäßigen Veränderungen des solaren Magnetfelds und gehen mit einer sichtbaren Fluktuation der Sonnenflecken einher. Die beiden Hauptzyklen sind der Schwabe-Zyklus (11 Jahre) und der Hale-Zyklus (22 Jahre). Neben dem Gleißberg-Zyklus (85 ± 15 Jahre) wurde eine Reihe längerfristiger Zyklen postuliert. Das sind im Wesentlichen
- der Suess- oder de-Vries-Zyklus (180–210 Jahre),
- ein 1470-Jahres-Zyklus, der eventuell mit den Dansgaard-Oeschger-Ereignissen der letzten Kaltzeit korreliert,[77]
- der Hallstatt- oder Bray-Zyklus (2400 ± 200 Jahre), möglicherweise die Auswirkung einer alle 2318 Jahre stattfindenden Konstellation der großen Planeten (Gasriesen) im Sonnensystem.[78]

Allerdings kann die Sonne auch jahrzehntelang eine verringerte Aktivität verzeichnen und gewissermaßen in einer „Stillstandsphase“ verharren. Der englische Astronom Edward Maunder untersuchte 1890 die historisch dokumentierte Anzahl der Sonnenflecken und fand eine Pause in den 11-Jahres-Zyklen zwischen 1645 und 1720 (Maunder-Minimum), die ungefähr in der Mitte der sogenannten „Kleinen Eiszeit“ lag. Jedoch waren kühlere wie wärmere Klimaabschnitte (z. B. Wärmeperiode im Mittelalter) regional und zeitlich uneinheitlich verteilt und traten global nur selten und lediglich für wenige Jahrzehnte auf. Entsprechend beschränkte sich die Kernphase der Kleinen Eiszeit – vom Ende des 16. bis etwa zur Mitte des 19. Jahrhunderts – sehr wahrscheinlich in unterschiedlich starker Ausprägung auf die Nordhemisphäre. Dies relativiert den Einfluss der Sonne insofern, da neben den Schwankungen der solaren Einstrahlung auch Faktoren wie vulkanische Aktivitäten, Änderungen der atmosphärischen Zirkulation sowie der Nordatlantischen Oszillation zu berücksichtigen sind.

Rekonstruierte Sonnenaktivität der letzten 2000 Jahre

Für weiter zurückliegende Epochen kann die magnetische Aktivität der Sonne mithilfe der kosmogenen, durch Höhenstrahlung gebildeten Radionuklide 14C und 10Be ermittelt werden. Im Prinzip liefert die C14-Methode bei Verwendung einer Kalibrationskurve präzisere Resultate (DeVries-Effekt), kann aber aufgrund der vergleichsweise geringen Halbwertszeit des 14C-Isotops von 5.730 Jahren für längere Zeitskalen nicht eingesetzt werden. Im Unterschied dazu beträgt die Halbwertszeit des Beryllium-Isotops 10Be 1,51 Millionen Jahre und eignet sich deshalb für einen Analysezeitraum bis zu 10 Millionen Jahre. Die Konzentration von 10Be korreliert mit der kosmischen Strahlung und damit indirekt mit der Stärke des Erdmagnetfelds und der Sonnenaktivität. Zudem weisen hohe 10Be-Anteile – gleichbedeutend mit geringer Sonnenaktivität – auf ebenfalls erhöhte Aerosolkonzentrationen in der Atmosphäre hin.
Die seit 1978 mit Satelliten gemessenen Änderungen der Solarkonstante und Sonnenaktivität sind zu gering, um als Erklärung für die Temperaturentwicklung der letzten Jahrzehnte in Frage zu kommen. Alle Datensätze deuten darauf hin, dass sich seit Mitte des 20. Jahrhunderts die globale Temperaturentwicklung weitgehend von der Sonnenaktivität abgekoppelt hat. Demnach beträgt der zusätzliche Strahlungsantrieb durch die Sonne seit Beginn der Industrialisierung etwa 0,11 W/m², während die anthropogenen Treibhausgase mit steigender Tendenz derzeit rund 2,8 W/m² zur Erwärmung beisteuern.
Auf der gesamten Zeitskala der Erd- und Klimageschichte hat die Entwicklung der Sonne als Hauptreihenstern im Hertzsprung-Russell-Diagramm primäre Bedeutung. Nach einer relativ kurzen Phase als Protostern begann sie vor 4,6 Milliarden Jahren mit der Energiewandlung durch den Prozess der Kernfusion, bei dem der im Sonnenkern vorhandene Vorrat an Wasserstoff durch die Proton-Proton-Reaktion allmählich in Helium umgewandelt wird. Dieses Stadium dauert rund 11 Milliarden Jahre, wobei in diesem Zeitraum die Leuchtkraft und der Radius der Sonne konstant zunehmen. Das bedeutet, dass die Sonne am Beginn ihrer Existenz (und gleichzeitig am Beginn der Erdgeschichte) nur 70 Prozent der gegenwärtigen Strahlungsleistung aufwies und dass diese Strahlung im Durchschnitt alle 150 Millionen Jahre um etwa 1 Prozent bis auf den heutigen Wert zunimmt und auch weiter zunehmen wird. Dieses sogenannte Paradoxon der schwachen jungen Sonne (englisch Faint Young Sun Paradox) verkörpert nicht nur einen elementaren Klimafaktor über Jahrmilliarden, sondern führt auch zu grundlegenden Fragen zur Entstehung und zur Kontinuität des irdischen Lebens, die aktuell auf breiter Basis interdisziplinär diskutiert werden, vor allem in den Atmosphärenwissenschaften.

### Erdumlaufbahn, Präzession und Achsneigung
Die Erdbahn um die Sonne, die Präzession der Erdrotationsachse sowie die Neigung der Erdachse und damit die wechselnden Einfallswinkel der Sonneneinstrahlung auf der Nord- und Südhemisphäre unterliegen verschiedenen Zyklen mit einer Dauer von 25.800 bis etwa 100.000 beziehungsweise 405.000 Jahren. Sie wurden zuerst von dem serbischen Astrophysiker und Mathematiker Milutin Milanković (1879–1958) im Hinblick auf geowissenschaftliche Fragestellungen untersucht und berechnet. Die durch die Milanković-Zyklen verursachten Schwankungen der Insolation auf die Erdoberfläche fallen relativ geringfügig aus, sind jedoch für einen sich ändernden Bestrahlungsanteil der Hemisphären mit ihrem unterschiedlichen Landmassenanteil verantwortlich und fungieren im Klimasystem somit als „Impulsgeber“. Sie gelten als Hauptursache für den Wechsel der Warm- und Kaltphasen innerhalb des gegenwärtigen Eiszeitalters. Zum Beispiel bewirkte die von den Orbitalparametern eingeleitete leichte Temperaturerhöhung einen Anstieg der atmosphärischen CO2-Konzentration, was in der Folge zu einer weiteren Erwärmung und zu einem Übergang von einer Kalt- zu einer Warmzeit führte, wobei beide Anstiege nach neueren Untersuchungen in vielen Fällen fast synchron verliefen.
Obwohl der Prozess einer sich allmählich verändernden Insolation erhebliche Zeiträume beansprucht, kann er über Jahrtausende messtechnisch nachgewiesen werden. So belegen Sedimentbohrkerne aus der Tiefsee ein holozänes Klimaoptimum vor etwa 8.000 bis 6.000 Jahren, dessen Temperaturwerte auf globaler Basis erst im 21. Jahrhundert wieder erreicht und inzwischen wahrscheinlich übertroffen wurden. Durch die Abnahme der Sonneneinstrahlung in nördlichen Breiten während des Sommermaximums, gekoppelt an die Periodizität der Milanković-Zyklen, fand seitdem ein leichter Temperaturrückgang von durchschnittlich 0,10 bis 0,12 °C pro Jahrtausend statt. Dieser Abkühlungstrend würde normalerweise dazu führen, dass auf das Interglazial des Holozäns in 30.000 bis 50.000 Jahren eine neue Kaltzeit folgt. Ob dieses Ereignis wie prognostiziert eintritt oder ob die gegenwärtige Warmzeit von längerer Dauer sein wird, hängt zum größten Teil davon ab, in welchem Umfang anthropogene und natürliche Treibhausgase zukünftig in die Atmosphäre gelangen.
Die periodischen Veränderungen der Erdbahnparameter sind als stabile Einflussgröße über große Teile des Phanerozoikums nachweisbar, selbst in den vorwiegend tropisch geprägten Klimata der Kreidezeit. So konnte der Großzyklus mit 405.000 Jahren nach neuen Analysen bis in die Obertrias vor rund 215 Millionen Jahren zurückverfolgt und chronologisch eingeordnet werden. Auch für die während des Permokarbonen Eiszeitalters auftretenden Klimaschwankungen im späten Karbon (etwa 315 bis 299 mya) wird den Milanković-Zyklen ein signifikanter Einfluss zugeschrieben. Nach neueren Erkenntnissen könnten die periodischen Veränderungen der Exzentrizität auch den Kohlenstoffkreislauf innerhalb der verschiedenen Erdsphären beeinflussen. Dies gilt besonders für die Klimaentwicklung im Verlauf des Känozoikums, wobei der Exzentrizitätszyklus als zeitlicher Maßstab für eine genauere Analyse der verschiedenen Klimazustände und deren Übergänge eingesetzt wird.
Jahrzehntelang nahm die Fachwelt von den als spekulativ beurteilten Berechnungen Milanković’ kaum Notiz. Seit den 1980er Jahren ist die Theorie jedoch in modifizierter und erweiterter Form fester Bestandteil von Paläoklimatologie und Quartärforschung und wird vielfach als wichtiger erdgeschichtlicher Einflussfaktor sowie als Instrument zur Rekonstruktion der Kaltzeitphasen herangezogen. In der nachstehenden Tabelle sind die wichtigsten Eckdaten der Milanković-Zyklen zusammengefasst.

Maximaler und minimaler Neigungsbereich der Erdachse

| Erdbahnparameter                         | Zyklusdauer                      | Schwankungsbreite                                           | Gegenwärtiger Status                                                                                 |
| ---------------------------------------- | -------------------------------- | ----------------------------------------------------------- | --- |
| Präzession der Erdrotationsachse         | ca. 025.800 Jahre                | 360° (Vollkreis) innerhalb eines kompletten Zyklus          | Entwicklung zur prägnanteren Ausbildung der Jahreszeiten auf der Nordhemisphäre mit längeren Wintern |
| Neigungswinkel der Erdachse zur Ekliptik | ca. 041.000 Jahre                | zwischen 22,1° und 24,5°                                    | 23,43° (mit Tendenz zum Minimum)                                                                     |
| Exzentrizität der Erdumlaufbahn          | ca. 100.000 bzw. 405.000 Jahre1) | von 0,0006 (fast kreisförmig) bis 0,058 (leicht elliptisch) | 0,016 (mit Tendenz zur kreisförmigen Umlaufbahn)                                                     |

### Treibhausgase

Klimaänderungen im Lauf der Klimageschichte

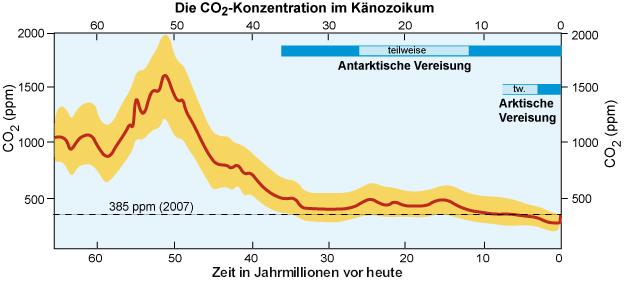
Der CO_{2}-Gehalt der Atmosphäre der letzten 60 Millionen Jahre bis zum Jahr 2007. Die Vergletscherung der Arktis und Antarktis während des Känozoischen Eiszeitalters fällt in diesen Zeitraum.

In der irdischen Atmosphäre sind mehr als 20 Treibhausgase natürlichen und anthropogenen Ursprungs nachweisbar, darunter hochwirksame Klimagase wie Distickstoffmonoxid (Lachgas), Schwefelhexafluorid und Carbonylsulfid. Obwohl im Hinblick auf prägnante Klimawandel-Ereignisse der Vergangenheit neben dem Wasserdampf nahezu ausschließlich Kohlenstoffdioxid und Methan eine primäre Rolle spielten, ist die Bedeutung der übrigen Treibhausgase durchaus relevant, da sie gegenwärtig in ihrer Gesamtwirkung fast dasselbe Treibhauspotential wie das Kohlenstoffdioxid aufweisen.
Im Unterschied zu Stickstoff, Sauerstoff und allen Edelgasen sind Treibhausgase dank ihrer molekularen Struktur infrarot-strahlungsaktiv. So kann beispielsweise CO2 die solare Wärmeenergie bei Wellenlängen von 4,26 µm und 14,99 µm absorbieren und diese in Richtung Erdoberfläche re-emittieren. Aufgrund dieses Treibhauseffekts, der bereits 1824 von Joseph Fourier erstmals beschrieben wurde, erhöht sich die oberflächennahe Durchschnittstemperatur im mathematisch-physikalischen Modell um annähernd 33 °C auf +14 bis +15 °C. Ohne Treibhauswirkung würde die untere Atmosphäre im globalen Mittel lediglich −18 °C aufweisen und zu einer kompletten Vereisung des Planeten führen (wobei das Temperaturniveau aufgrund mehrerer Wechselwirkungen wahrscheinlich noch weiter absinken würde).
Das wichtigste und seinem Einfluss nach stärkste Treibhausgas ist der Wasserdampf, dessen Anteil am natürlichen Treibhauseffekt je nach geographischen Gegebenheiten beziehungsweise Klimazone zwischen 36 und 70 Prozent schwankt. Da der atmosphärische Wasserdampfgehalt unmittelbar von der Lufttemperatur abhängt, nimmt seine Konzentration bei niedrigeren Durchschnittstemperaturen ab und steigt während einer Erwärmungsphase an (Wasserdampf-Rückkopplung), wobei nach der Clausius-Clapeyron-Gleichung die Atmosphäre pro Grad Temperaturzunahme 7 Prozent mehr Wasserdampf aufnehmen kann.
Die atmosphärische Konzentration von Kohlenstoffdioxid wird üblicherweise in ppm (= Teile pro Million) angegeben, die von Methan in ppb (= Teile pro Milliarde). Bedingt durch menschliche Einflüsse hat sich seit Beginn des Industriezeitalters der Gehalt an Kohlenstoffdioxid auf über 400 ppm erhöht (vorher 280 ppm) und der von Methan auf knapp 1.900 ppb (vorher 800 ppb). Dies sind die höchsten Konzentrationen seit mindestens 800.000 Jahren. Mit hoher Wahrscheinlichkeit traten auch während der letzten 14 Millionen Jahre (seit dem Klimaoptimum des Mittleren Miozäns) keine signifikant höheren CO2-Werte als im bisherigen 21. Jahrhundert auf. Es gab gleichwohl erdgeschichtliche Epochen mit erheblich größeren CO2-Anteilen, wie im Kambrium vor rund 500 Millionen Jahren, als die Kohlenstoffdioxid-Konzentration im Bereich von 5.000 bis 6.000 ppm lag. Rückschlüsse zur Gegenwart sind allerdings problematisch, da die damaligen Bedingungen (unter anderem die im Vergleich zu heute um 4 bis 5 Prozent verminderte Sonneneinstrahlung, das komplette Fehlen von Landpflanzen und damit verbunden ein veränderter organischer Kohlenstoffzyklus) in keiner Weise auf das Holozän übertragbar sind.
Nicht immer waren Kohlenstoffdioxid und/oder Methan die Hauptfaktoren eines Klimawandels. Sie fungierten in der Erdgeschichte manchmal als „Rückkopplungsglieder“, die begonnene Entwicklungen je nach geophysikalischer Konstellation verstärkten, beschleunigten oder abschwächten. In diesem Zusammenhang sind neben den Erdbahnparametern auch Feedbacks wie die Eis-Albedo-Rückkopplung, die Vegetationsbedeckung, Verwitterungsprozesse und die Variabilität des Wasserdampfgehaltes in der Atmosphäre zu berücksichtigen.
Über die gesamte Dauer des Phanerozoikums betrachtet nahm die CO2-Konzentration im Laufe von 540 Millionen Jahren ab; dabei schwankte sie stark. So lagen vor rund 300 Millionen Jahren während des Permokarbonen Eiszeitalters, am Übergang vom Karbon zum Perm, die CO2-Werte bei durchschnittlich 300 ppm und sanken im frühen Perm möglicherweise auf etwa 100 ppm. 50 Millionen Jahre später, während der Supertreibhaus-Phase an der Perm-Trias-Grenze, erreichte hingegen das CO2-Äquivalent aufgrund großflächiger Flutbasalt-Ausflüsse und weiterer Rückkopplungsprozesse in geologisch sehr kurzer Zeit ein Level von etwa 3.000 ppm.
Basierend auf den Erkenntnissen und Daten der Paläoklimatologie wird in der Wissenschaft übereinstimmend angenommen, dass der gegenwärtig zu beobachtende Klimawandel im vorhergesagten weiteren Verlauf rascher vonstattengehen wird als alle bekannten Erwärmungsphasen des Känozoikums (das heißt während der letzten 66 Millionen Jahre). Selbst während der Wärmeanomalie des Paläozän/Eozän-Temperaturmaximums (PETM) hatte der atmosphärische Kohlenstoffeintrag und die damit gekoppelte Temperaturerhöhung im jährlichen Durchschnitt erheblich geringere Steigerungsraten als gegenwärtig.
Im Unterschied zu früheren Annahmen wird sich der zusätzliche anthropogene CO2-Eintrag selbst bei einem weitgehenden Emissionsstopp nur allmählich verringern und in signifikantem Umfang noch in mehreren tausend Jahren nachweisbar sein, da Kohlenstoffdioxid in der Erdatmosphäre durch natürliche physikalische und biogeochemische Prozesse im Erdsystem nur sehr langsam abgebaut wird. Das deutsche Bundesumweltamt geht davon aus, dass nach 1000 Jahren noch etwa 15 bis 40 Prozent in der Atmosphäre verbleiben. Aufgrund dieser Faktenlage postulieren einige Studien unter Einbeziehung der Erdsystem-Klimasensitivität eine längere Warmzeit im Bereich von 50.000 bis 100.000 Jahren. Als zusätzliche Gefährdungspotenziale wurden verschiedene Kippelemente im Erdsystem identifiziert, die bei weiterer Erwärmungszunahme kurzfristig eine Reihe irreversibler Prozesse auslösen würden. Eine 2019 veröffentlichte Simulation deutet darauf hin, dass bei einer CO2-Konzentration über 1.200 ppm Stratocumuluswolken zerfallen könnten, was zur Intensivierung der globalen Erwärmung beitragen würde. Dieser Prozess könnte unter diesen Voraussetzungen sowohl während der starken Erwärmungsphasen im Eozän als auch während des Klimaoptimums der Oberkreide zur Geltung gekommen sein.

### Plattentektonik

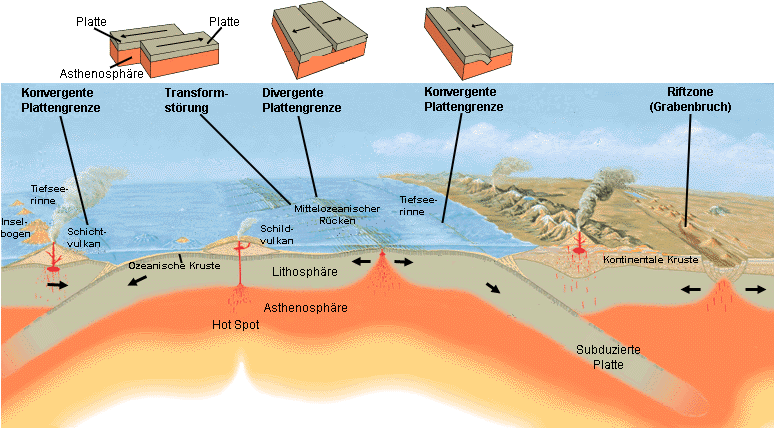
Schematische Darstellung der Prozesse entlang der Plattengrenzen und den damit einhergehenden tektonischen Aktivitäten

Die Plattentektonik als „Antriebsmotor“ aller großräumigen Vorgänge in der äußeren Erdhülle (Lithosphäre) ist in erdgeschichtlichem Maßstab einer der wichtigsten Klimafaktoren mit einer Vielzahl von damit verbundenen Prozessen und Auswirkungen. Dazu zählen die Entstehung von Faltengebirgen (Orogenese), die verschiedenen Formen des Vulkanismus (Hotspots bzw. Manteldiapire, Magmatische Großprovinzen u. a.), die Bildung Mittelozeanischer Rücken, das „Abtauchen“ ozeanischer Kruste unter kontinentale Lithosphärenplatten (Subduktion) sowie die Kontinentaldrift, jeweils mit direkten Folgen für die atmosphärische Konzentration von Treibhausgasen und damit auf den Klimazustand der Erde.
Nach geographischer Definition existieren auf der Erde sieben Kontinente, wobei deren gegenwärtige Lage und Anzahl das Ergebnis einer Entwicklung ist, die vor mehr als 150 Millionen Jahren einsetzte. Während des Paläozoikums und über Teile des Mesozoikums prägten hingegen Groß- und Superkontinente das topographische Bild der Erde. Als Superkontinent gilt eine Landmasse, die nahezu alle Kontinentalplatten in sich vereint. Der erdgeschichtlich jüngste Superkontinent Pangaea, entstanden durch die Verschmelzung der beiden Großkontinente Laurussia und Gondwana, existierte vom Oberkarbon bis in das Mesozoikum (vor 310 bis 150 Millionen Jahren). Die Kollision der Kontinentalplatten führte zu einer Auffaltung der Krustengesteine und zur Entstehung einer Hochgebirgskette entlang der Plattengrenzen. Als sich die Verhältnisse stabilisierten, wurden Verwitterungs- und Abtragungsprozesse zu einem relevanten Klimafaktorː Sie entzogen der Atmosphäre große Mengen an Kohlenstoffdioxid und trugen auf diese Weise tendenziell zu einer weltweiten Abkühlung bei. Millionen Jahre später, nach einer Phase tektonischer Ruhe, brachen die Kontinentalschilde unter erheblicher Zunahme des Flutbasalt-Vulkanismus an ihren „Nahtstellen“ wieder auseinander, was zu einem erneuten Anstieg der CO2-Konzentration führte.

Kontinentaldrift der letzten 150 Millionen Jahre

Charakteristisch für Groß- und Superkontinente sind ein ausgeprägtes Kontinentalklima mit einer Jahres-Temperaturamplitude bis 50 °C, großflächige Trocken- und Wüstengebiete im Landesinneren sowie eine relativ geringe Artenvielfalt im Faunenbereich. Auf dem Höhepunkt ihrer Ausdehnung erstreckte sich Pangaea von der Nordpolarregion bis in die Antarktis und besaß einschließlich aller Schelfmeere eine Fläche von 138 Millionen km², wovon 73 Millionen km² auf das südkontinentale Gondwana entfielen. Der lange Zeit die südliche Hemisphäre dominierende Großkontinent Gondwana entstand bereits vor etwa 600 Millionen Jahren und umfasste die Kerngebiete (Kratone) von Südamerika, Afrika, Antarktika, Australien, Arabien, Madagaskar, Neuguinea und Indien. Im Laufe seiner geologischen Geschichte wurden weite Gebiete Gondwanas mehrmals von Gletschern und Eisschilden bedeckt, zuerst während des Ordovizischen Eiszeitalters (auch Hirnantische Eiszeit oder Anden-Sahara-Eiszeit). Es begann vor rund 460 Millionen Jahren im Oberen Ordovizium, erreichte seinen Höhepunkt auf der letzten ordovizischen Stufe des Hirnantiums und endete im Unteren Silur vor 430 Millionen Jahren.
Während des Permokarbonen Eiszeitalters (Karoo-Eiszeit) wurde Gondwana erneut zum Zentrum umfangreicher Vereisungen. Dies betraf vor 359 bis 318 Millionen Jahren das heutige südliche Afrika sowie große Teile Südamerikas. In einer zweiten Vereisungsphase im Pennsylvanium vor 318 bis 299 Millionen Jahren verlagerten sich die Eisschilde auf die Kratone von Indien und Australien, ehe während des Dwyka-Glazials (bis vor 280 Millionen Jahren) das südliche Afrika abermals vergletscherte. Die Permokarbone Eiszeit war das zweitlängste Eiszeitalter der Erdgeschichte. Es umfasste einen großen Teil des Karbons und endete im Verlauf des Perms vor etwa 265 Millionen Jahren. Die über Jahrmillionen kaum veränderte Position Gondwanas im Umkreis der Antarktis trug wesentlich zur Entstehung der beiden paläozoischen Glazialperioden bei, da polarnahes Festland aufgrund der relativ hohen Albedo schneller und effektiver vereist als offene Meereszonen und dieser Prozess durch die Eis-Albedo-Rückkopplung an Eigendynamik gewinnt.

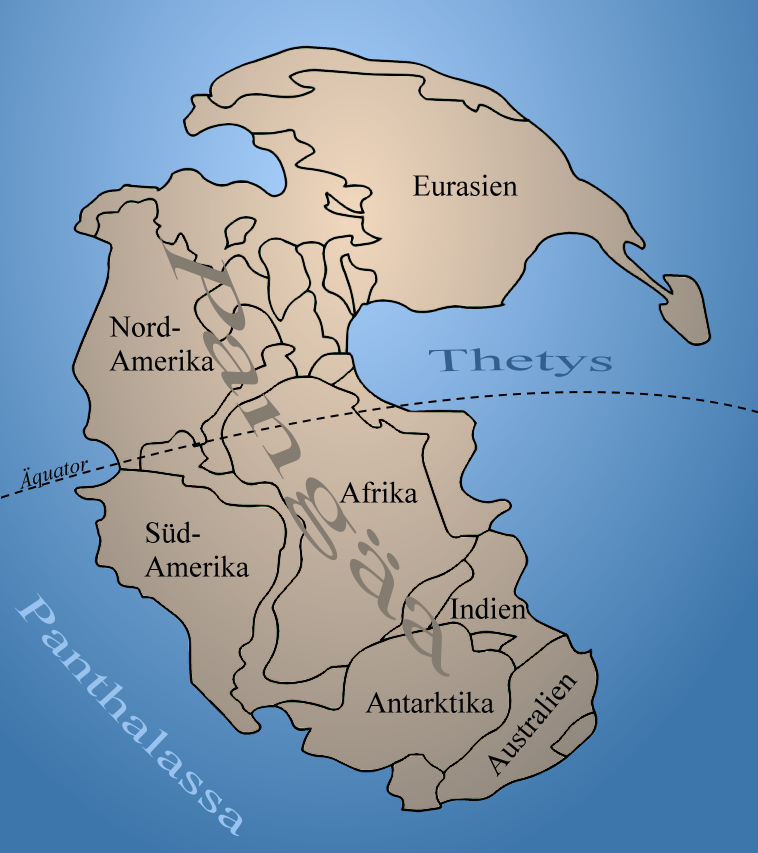
Der Superkontinent Pangaea im Unterperm vor ca. 280 Millionen Jahren

Wie nahezu jeder natürliche Klimawandel beruhte auch das Ereignis des Permokarbonen Eiszeitalters auf mehreren Faktoren. Das waren zusätzlich zu der oben geschilderten Festlandsvereisung die folgenden, sich gegenseitig verstärkenden Mechanismen:
- Durch die während des Karbons weiter zunehmende Vegetationsbedeckung in Verbindung mit der Ausbreitung tief wurzelnder und das Erdreich aufspaltender Gewächse[36] sowie umfangreichen Inkohlungsprozessen fiel die atmosphärische CO2-Konzentration auf einen bis dahin einmaligen Tiefstwert.[37] Diese Entwicklung trug maßgeblich dazu bei, dass gegen Ende der Epoche und im frühen Perm mehrere ausgeprägte Klimawechsel stattfanden, mit einer an die verschiedenen Kalt- und Warmphasen gekoppelten Schwankungsbreite des CO2-Levels von 150 bis 700 ppm.[38]
- Bedingt durch den extrem hohen Sauerstoffgehalt von 33 bis 35 Prozent traten im Oberen Karbon die wahrscheinlich verheerendsten Wald- und Flächenbrände der Erdgeschichte auf,[113] mit der möglichen Nebenwirkung eines weltumspannenden, das Sonnenlicht dämpfenden Rauch- und Dunstnebels.[114]S. 443 f.
- Nachdem sich Laurussia und Gondwana zum Superkontinent Pangaea und damit zu einer riesigen Festlandsbarriere vereinigt hatten, stockte der Wasser- und Wärmeaustausch der äquatorialen Meeresströmungen, und antarktisches Kaltwasser strömte an den Küsten Gondwanas entlang nach Norden. Dies trug dazu bei, den bereits herrschenden Abkühlungstrend nochmals zu intensivieren.

Ein weiteres Beispiel für die klimatische Relevanz der Plattentektonik bietet die jüngere Erdgeschichte mit der Entstehung der heute etwa 480 Seemeilen breiten Drakestraße, die den Atlantik mit dem Pazifischen Ozean verbindet. Bis in das späte Eozän existierte zwischen Antarktika und Südamerika – als umfangreicher Rest des ehemaligen Großkontinents Gondwana – eine aufgrund mehrerer plattentektonischer Prozesse zunehmend fragiler werdende Landbrücke, ehe sich die Drakestraße unter ständiger Vertiefung zu öffnen begann. Dadurch entstand im Südpolarmeer die stärkste Meeresströmung der Erde, der Antarktische Zirkumpolarstrom, der Antarktika von nun an im Uhrzeigersinn umkreiste, den Kontinent von der Zufuhr wärmeren Meerwassers abschnitt und die Grundlage für die Bildung des Antarktischen Eisschildes schuf. Somit war Antarktika nicht nur geographisch, sondern auch thermisch isoliert. Die erste signifikante Vereisung an der Eozän-Oligozän-Grenze vor 33,9 Millionen Jahren war gleichbedeutend mit dem Beginn des Känozoischen Eiszeitalters, und im Verlauf des Pliozäns erreichte die Eisbedeckung erstmals die heutige Ausdehnung von etwa 14 Millionen km².

### Vulkanismus
Vulkanische Eruptionen der Stärke 5 oder 6 auf dem Vulkanexplosivitätsindex besitzen das Potenzial, eine aerosolbedingte, mit mehreren Rückkopplungen verbundene globale Abkühlung von etwa −0,3 bis −0,5 °C über einige Jahre zu bewirken, wie dies unter anderem für den Ausbruch des Pinatubo 1991 nachgewiesen wurde. Insbesondere Gase können dabei bis in die Stratosphäre (17 bis 50 km Höhe) gelangen. Über drei Prozesse, bekannt als Gas-zu-Partikel- (GPC, gas-to-particle conversion), Tropfen-zu-Partikel- (DPC, drop-to-particle conversion) bzw. Klumpen-zu-Partikel-Umwandlung (BPC, bulk-to-particle conversion), werden dabei ausgeworfene Partikel und Gase zu Aerosolen. Durch die Höhenströmungen (Starkwindbänder) breiten sich diese in der Stratosphäre aus, wo sie über Absorption, Streuung und Reflexion die transmittierte solare Einstrahlung verändern. Diese Prozesse haben einen direkten Einfluss auf die Temperatur in allen Luftschichten.
Die Auswirkungen einer vulkanischen Eruption können im weiteren Zeitverlauf sehr unterschiedlich sein. Je nach Entstehungsprozess besitzen Aerosole typische Radien von r < 0,1 μm bis r > 1 μm. In Abhängigkeit von den Radien und den entsprechenden Säuberungsmechanismen haben Aerosole eine Verweildauer, die Zeiträume von wenigen Minuten bis hin zu einigen Jahren umfassen, bevor sie durch Auswaschung (Eis, Schnee oder Regen), Ablagerung durch Gravitation oder Koagulation (Gerinnung, kleine Partikel vereinigen sich zu einem großen Partikel) aus der Atmosphäre entfernt werden. Damit ergibt sich ein zeitlich variabler Nettoeffekt auf die Lufttemperatur. Zuerst absorbieren die großen Partikel Sonnenstrahlung und erwärmen damit die Atmosphäre (positiver Netteoeffekt), fallen dann aber schnell aus der Luftsäule. Danach gewinnen die kleinen und mittelgroßen Partikel an Bedeutung, da sie die Sonnenstrahlung reflektieren und streuen und damit die Lufttemperatur absinken lassen (negativer Nettoeffekt). Dieser negative Nettoeffekt wird bei stärkerer Ausprägung auch als vulkanischer Winter bezeichnet.
Zwei in geringem zeitlichem Abstand erfolgende Vulkanausbrüche waren vermutlich die Auslöser der ausgeprägten Klimaanomalie der Jahre 536 bis 550, die sich möglicherweise aufgrund verschiedener Rückkopplungen bis in das 7. Jahrhundert hinein ausdehnte, weite Teile der Erdoberfläche abkühlte und regional zu Dürren und Missernten führte (Late Antique Little Ice Age). Die Eruption des Laki-Kraters auf Island im Sommer 1783 gilt als wahrscheinliche Ursache für den extrem kalten Winter 1783/84 in Nordeuropa und Nordamerika. Im April 1815 war der Ausbruch des Vulkans Tambora auf der heute zu Indonesien gehörenden Insel Sumbawa maßgeblich am „Jahr ohne Sommer“ (1816) beteiligt. Von dem Kälteeinbruch betroffen waren vor allem große Gebiete Nordamerikas sowie von West- und Südeuropa. Gegenwärtig umfasst der jährliche vulkanische CO2-Ausstoß ein Volumen von 180 bis 440 Megatonnen. Die anthropogenen CO2-Emissionen liegen einige Größenordnungen darüber und erreichten in den letzten Jahren jeweils rund 36 Gigatonnen.

#### Supervulkane
Aufgrund ihrer Auswurfmenge von über 1000 km³ an Lava, Asche und Aerosolen (Tephra) haben Supervulkane in prähistorischer Zeit das Klima über Jahrzehnte hinweg beeinflusst und eine abrupte globale Abkühlung ausgelöst. Auf dem Vulkanexplosivitätsindex sind sie mit dem Wert VEI-8 in die höchste Kategorie eingestuft. Im Gegensatz zu den meisten anderen Vulkanen hinterlassen Supervulkane nach einem Ausbruch, bedingt durch die Größe ihrer Magmakammer, keine Vulkankegel, sondern riesige Calderen. Die bisher letzte Eruption eines Supervulkans ereignete sich auf der nördlichen Hauptinsel Neuseelands vor rund 26.500 Jahren im Gebiet des heutigen Lake Taupō, einem See, der in der Caldera des einstigen Vulkan Taupō entstanden ist. Ein weiterer Ausbruch fand mit der Toba-Explosion vor 74.000 Jahren auf Sumatra statt. Gegenwärtig existieren mehrere potenzielle Supervulkane, die bei einem erneuten Ausbruch die Kategorie VEI-8 erreichen könnten. Der bekannteste von ihnen befindet sich unter dem Yellowstone-Nationalpark im US-amerikanischen Bundesstaat Wyoming. Die Geschichte dieses Hotspots lässt sich über 17 Millionen Jahre zurückverfolgen und verzeichnet in dieser Zeit eine Reihe von Ausbrüchen, darunter zwei Supereruptionen im jüngeren Miozän (8,99 und 8,72 mya). Seit dem Beginn des Oligozäns (33,9 mya) wurden weltweit über 40 derartige Ereignisse eindeutig nachgewiesen. Dauerhafte klimatische und ökologische Folgen durch Supervulkane sind jedoch nicht belegt.

#### Magmatische Großprovinzen

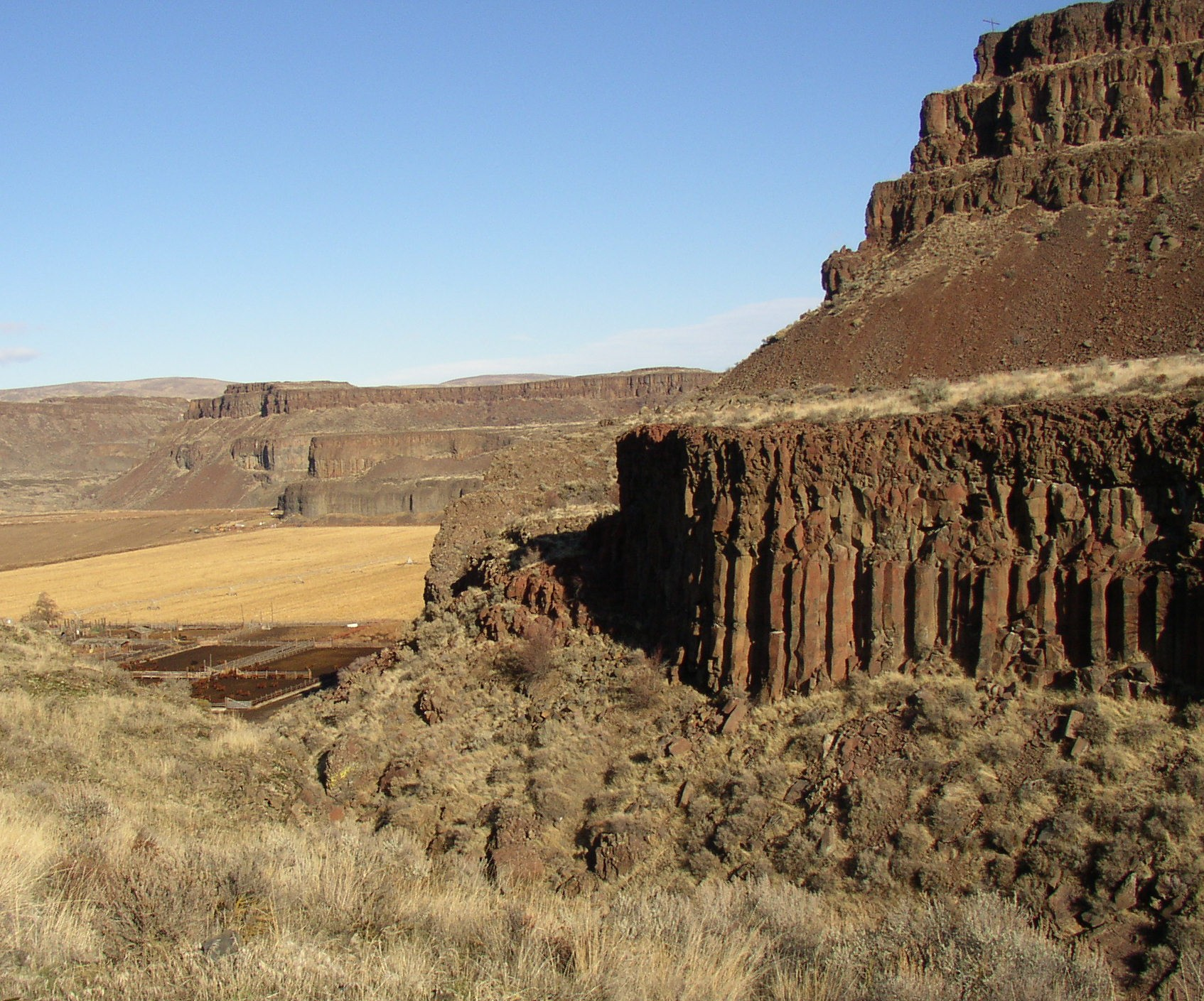
Der Columbia-Plateaubasalt, eine hauptsächlich im Miozän aktive Magmatische Großprovinz im Westen der USA

In erdgeschichtlichem Rahmen waren sogenannte Magmatische Großprovinzen (englisch Large Igneous Provinces) die Ursache für tiefgreifende und relativ rasch verlaufende Klimawandel-Ereignisse. Dabei handelt es sich um den großvolumigen Austritt magmatischer Gesteine aus dem Erdmantel, überwiegend in Form von Flutbasalten, die sich im Verlauf von einigen Hunderttausend Jahren gelegentlich über Millionen km² ausbreiteten. In Abhängigkeit von Ausmaß und Dauer der Flutbasalt-Freisetzung gelangten erhebliche Mengen an Kohlenstoffdioxid in die Atmosphäre, daneben in signifikantem Umfang auch Chlorwasserstoff, Fluor und Schwefeldioxid. Im Unterschied zum „normalen“ Vulkanismus bewirkten die Aktivitäten einer Magmatischen Großprovinz keine aerosolbedingte Abkühlung, sondern führten im Gegenteil zu einer weltweiten Temperaturzunahme, im Extremfall gekoppelt mit einer zusätzlichen Erwärmungsspirale unter Mitwirkung von Methan beziehungsweise Methanhydrat aus ozeanischen Lagerstätten. Sehr wahrscheinlich stehen die meisten Massenaussterben der Erdgeschichte mit dem großflächigen Ausfluss von Flutbasalten und der anschließenden Destabilisierung terrestrischer und mariner Biotope in direkter Verbindung.
Bekannte Magmatische Großprovinzen, die in unterschiedlich starker Weise einen Einfluss auf Klima und Biodiversität ausübten, sind der Sibirische Trapp (Perm-Trias-Grenze, 252 mya), der Dekkan-Trapp im heutigen Westindien (Kreide-Paläogen-Grenze, 66 mya) sowie der nordamerikanische Columbia-Plateaubasalt (Mittleres Miozän, Hauptaktivität 16,7 bis 15,9 mya).

### Weitere klimawirksame Faktoren

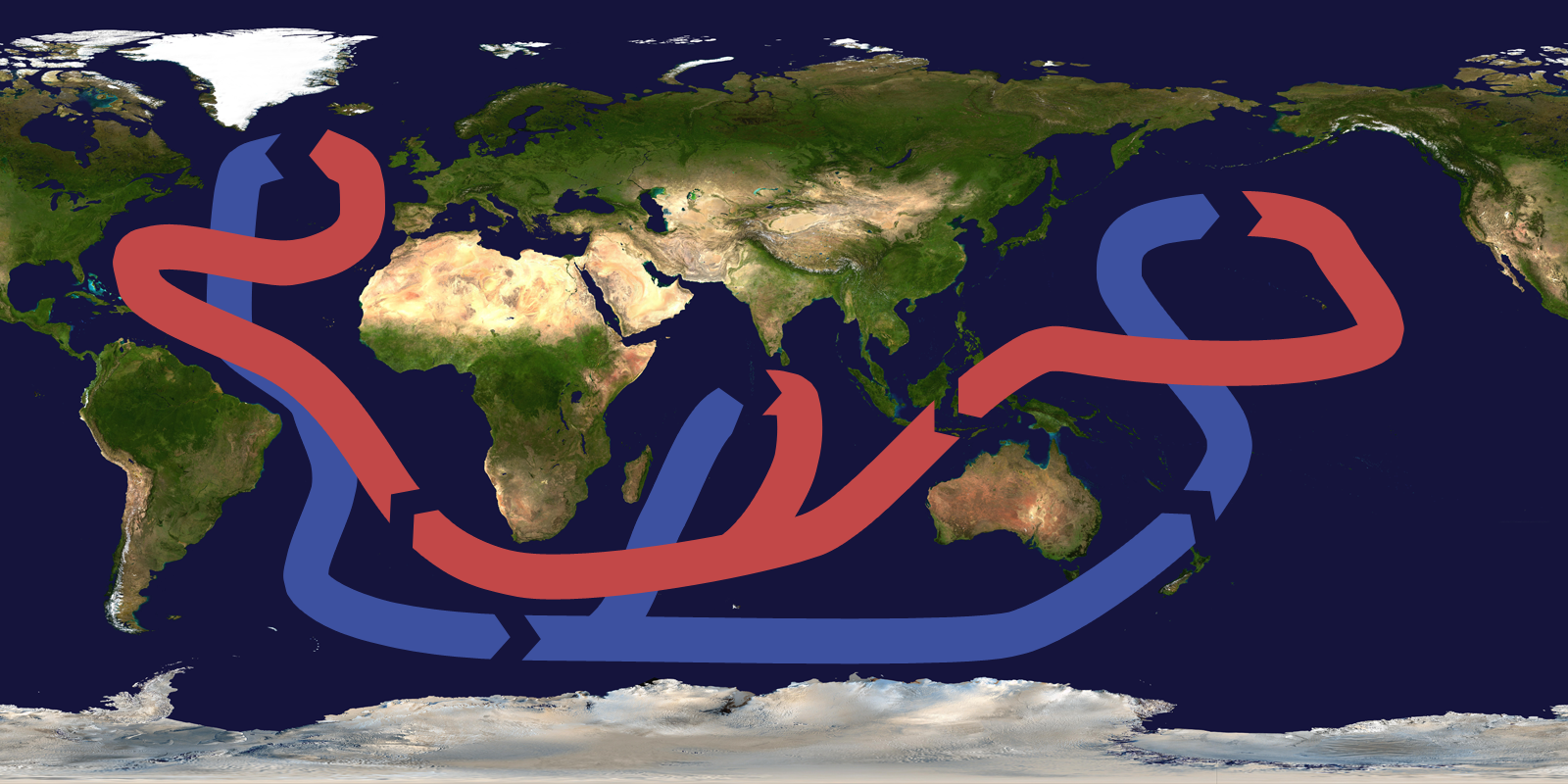
Die gegenwärtige Thermohaline Zirkulation (ohne antarktischen Zirkumpolarstrom)

Weitere Faktoren, die das Klima nachhaltig beeinflussen können bzw. in der Vergangenheit beeinflusst haben:
- Die Albedo als Maß des Rückstrahlvermögens nicht selbst leuchtender Oberflächen, im Erdsystem abhängig von der Ausdehnung der Ozeane, Eisschilde, Wüsten und Vegetationszonen
- Organismen, die im Laufe der Erdgeschichte durch Fixierung oder Produktion von Treibhausgasen klimawirksame Effekte hervorgerufen haben, wie Korallen, Methanbildner, das Phytoplankton und Pflanzen wie der Schwimmfarn Azolla
- Veränderungen der atmosphärischen Zirkulation, Monsun
- Veränderungen der Meeresströmungen: Thermohaline Zirkulation, Nordatlantische Oszillation, Southern Oscillation Index, El Niño (ENSO)
- Meeresspiegelschwankungen (Eustasie), hervorgerufen entweder durch die Bindung von Wasser in kontinentalen Eisschilden (bzw. deren Abschmelzen) oder durch Änderungen des Ozeanbeckenvolumens infolge tektonischer Verschiebungen
- Der Wärmeinhalt der Ozeane
- Der Mond durch seinen Einfluss auf die Gezeiten und damit auf die großen Meeresströmungen
- Der temperaturabhängige Wasserdampfgehalt der Atmosphäre und die Wolkenbildung[131][108]
- Die Vegetationsbedeckung in ihrer Funktion als Kohlenstoffsenke
- Verwitterungsprozesse binden über längere Zeiträume atmosphärisches CO2 in der Lithosphäre (Carbonat-Silicat-Zyklus) und kommen in Abhängigkeit von den jeweiligen Umweltbedingungen wie Warm- oder Kaltzeiten unterschiedlich stark zur Geltung
- Der positive Feedbackprozess der Eis-Albedo-Rückkopplung

## Anthropogene Klimaveränderung

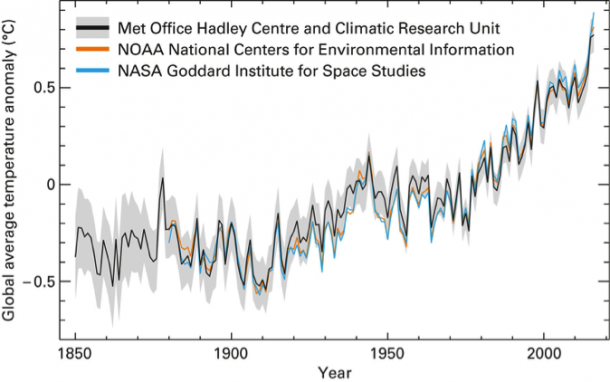
Globale durchschnittliche Temperaturanomalie 1850–2016

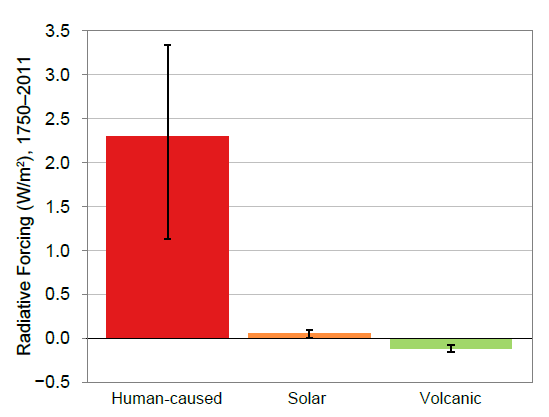
Ursachen der gegenwärtig beobachteten globalen Erwärmung (Zeitraum 1750–2011) (Stand 2018)

Neben den natürlichen Faktoren beeinflusst der Mensch das Klima vor allem seit Beginn der Industrialisierung in erheblichem und weiter zunehmendem Umfang: Der „Zwischenstaatliche Ausschuss für Klimaänderungen“ (Intergovernmental Panel on Climate Change) (IPCC), der den Stand der Wissenschaft im Auftrag der Vereinten Nationen zusammenfasst, kam 2007 zu dem Schluss, dass die Erwärmung der Atmosphäre und der Ozeane seit Beginn der Industrialisierung vor allem auf der Freisetzung von Treibhausgasen durch den Menschen beruht, wobei die zunehmende Kohlenstoffdioxid-Konzentration und ihr messbarer Einfluss auf die Strahlungsbilanz den Hauptfaktor des Erwärmungsprozesses bildet. Aktuelle Analysen kommen zu dem Ergebnis, dass die anthropogenen Klimagas-Emissionen im bisherigen 21. Jahrhundert im Jahresdurchschnitt jene des Paläozän/Eozän-Temperaturmaximums um etwa das Zehnfache übertreffen. Bis zum Ende des 21. Jahrhunderts rechnet der IPCC abhängig von verschiedenen Faktoren wie der weiteren Emissionsentwicklung im ungünstigsten Fall (repräsentativer Konzentrationspfad RCP 8.5), der sehr stark auf die Nutzung fossiler Energien setzt, mit einem Temperaturanstieg im wahrscheinlichen Bereich von 2,6 °C bis 4,8 °C (Mittelwert=3,7 °C). Im günstigsten Szenario (RCP 2.6), das sehr ambitionierte Klimaschutzmaßnahmen modelliert, umfasst die wahrscheinliche Spannbreite 0,3 °C bis 1,7 °C (Mittelwert=1,0 °C).:60
Der IPCC schreibt in seinem 2014/2015 erschienenen fünften Sachstandsbericht, dass es extrem wahrscheinlich ist, dass die Menschen mehr als 50 Prozent der 1951–2010 beobachteten Erwärmung verursacht haben. Nach der besten Schätzung stimmt der menschliche Einfluss auf die Erwärmung in etwa mit der insgesamt beobachteten Erwärmung während dieses Zeitraums überein.:5 Eine Analyse von 2014 beziffert die Wahrscheinlichkeit, dass der in den letzten 60 Jahren registrierte Anstieg der Globaltemperatur ohne anthropogene Treibhausgas-Emissionen ähnlich hoch ausgefallen wäre, mit lediglich 0,001 %. Mehrere Studien stellen übereinstimmend fest, dass im Unterschied zu vorindustriellen Klimaschwankungen der aktuelle Erwärmungsprozess gleichzeitig auf allen Kontinenten auftritt, in seiner rapiden Entwicklung von keiner Klimaveränderung der letzten zweitausend Jahre übertroffen wird und wahrscheinlich auch ohne vergleichbares Beispiel in der jüngeren Erdgeschichte ist. Eine detaillierte Auswertung paläoklimatologischer Datenreihen erbrachte das Resultat, dass die im bisherigen 21. Jahrhundert stattgefundene Erwärmung die Temperaturwerte des Holozänen Klimaoptimums (vor etwa 8000 bis 6000 Jahren) mit hoher Wahrscheinlichkeit übertrifft.
Der sich voraussichtlich in den nächsten Jahrzehnten weiter verstärkende Klimawandel besitzt das Potential, neben gravierenden Umweltveränderungen weltweite Konflikte und in erheblichem Ausmaß einsetzende Migrationsbewegungen auszulösen („Klima“- bzw. „Umweltflucht“). Ein wesentlicher Aspekt der gegenwärtigen Entwicklung ist der Klimaschutz als übergeordneter Begriff für jene Maßnahmen, die die absehbaren Folgen der globalen Erwärmung abschwächen und nach Möglichkeit verhindern sollen. Als primäre Aufgabe gilt hierbei die nachhaltige und rasche Reduzierung der anthropogenen CO2-Emissionen.
Der Generalsekretär der Weltorganisation für Meteorologie (WMO) Petteri Taalas erklärte Ende 2018, „dass wir die erste Generation sind, die den Klimawandel vollauf versteht, und die letzte Generation, die in der Lage ist, etwas dagegen zu tun“. Jedoch stiegen die anthropogenen CO2-Emissionen im Jahr 2022 auf ein Rekordwert von rund 37 Milliarden Tonnen.

## Klimawandel auf Venus und Mars
Seit Beginn des Archaikums vor vier Milliarden Jahren herrschten auf der Erde Bedingungen, unter denen – ungeachtet erheblicher Klimaschwankungen – durchgehend flüssiges Wasser als Lebensgrundlage irdischer Organismen existierte. Im Gegensatz dazu wird in der Wissenschaft vielfach angenommen, dass sowohl die Venus als auch der Mars in früheren Entwicklungsstadien eine relativ lebensfreundliche Umwelt besaßen, die jedoch durch eine Reihe irreversibler Prozesse in den gegenwärtigen Klimazustand transformiert wurde und mit hoher Wahrscheinlichkeit nunmehr außerhalb der habitablen Zone angesiedelt ist.
So besteht die sehr dichte Atmosphäre der Venus aus 96,5 Prozent Kohlenstoffdioxid aus vulkanischen Quellen, das als Auslöser und Antrieb eines Galoppierenden Treibhauseffekts maßgeblich dazu beitrug, dass die Temperatur an der Planetenoberfläche im Mittel über 460 °C erreicht. Eine neuere Hypothese postuliert als Ursache für die extrem hohe CO2-Konzentration, dass vor rund 700 Millionen Jahren umfangreiche Magmaausflüsse große Teile des Planeten erfassten, dabei entsprechende Mengen an Kohlenstoffdioxid freisetzten und nach ihrer Erstarrung eine Barriere bildeten, die eine Wiedereinbindung der Ausgasungen in Verwitterungsgestein verhinderte. Darüber hinaus ist ein Kohlenstoffkreislauf auf der Basis des Carbonat-Silicat-Zyklus ohne ein ausreichendes Vorkommen an flüssigem Wasser – zum Beispiel in Form von Niederschlägen – nicht möglich. Nach verschiedenen Szenarien könnte die Venus vor dieser Zäsur über einen Zeitraum von drei Milliarden Jahren bei Temperaturen zwischen 20 und 50 °C ein stabiles Klima sowie einen planetenumspannenden flachen Ozean besessen haben.

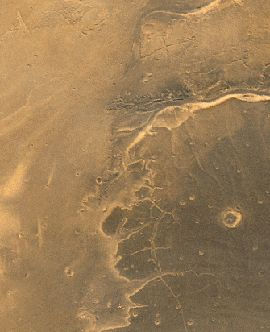
Kasei Vallis, das größte Stromtal des Mars

Auch für den frühen Mars wird ein ähnliches Klimamodell diskutiert, mit der Annahme einer wesentlich dichteren Atmosphäre, eines komplexen hydrologischen Systems sowie der möglichen Existenz eines Ozeans in der nördlichen Hemisphäre, der ein Drittel der Planetenoberfläche bedeckte. Bestimmte Strukturen der heutigen Marstopographie erinnern an Flussdeltas oder Abflussrinnen und werden häufig als Hinterlassenschaft ehemaliger Fließgewässer gedeutet. Andere Studien widersprechen diesem „Warmklima-Entwurf“ und gehen eher von einer glazial geprägten Frühphase des Planeten aus, mit der Folge eines sehr eingeschränkten Wasserkreislaufs. Einigkeit herrscht darüber, dass die geringe Schwerkraft des Mars und sein nur schwach ausgeprägtes Magnetfeld die weitgehende Abtragung der ursprünglich dichteren Lufthülle durch den Sonnenwind begünstigte, bis hin zum gegenwärtigen Luftdruck, der mit 6,36 hPa (Hektopascal) jenem der irdischen Atmosphäre in 32 bis 35 Kilometer Höhe entspricht. Da die dünne Marsatmosphäre die einfallende Sonnenwärme nur in sehr begrenztem Umfang speichern kann, liegt die durchschnittliche Oberflächentemperatur bei ungefähr −55 °C.
Genauere Aufschlüsse über vergangene Klimawandel-Ereignisse sind für den Mars im Zuge robotischer oder bemannter Raumflugmissionen eher zu erwarten als für die Venus, da die dort herrschenden Umweltbedingungen bodengebundene Forschungsprojekte auf absehbare Zeit kaum zulassen.

## Wissenschaftliche Zeitschriften zum Thema Klimawandel
Im Folgenden werden einige international renommierte Fachjournale mit interdisziplinärer Ausrichtung aufgeführt, deren Impact Factor weit über dem Durchschnitt liegt. Die thematischen Schwerpunkte der einzelnen Publikationen sind unterschiedlich, beschreiben jedoch in der Summe umfassend alle Klimawandel-Ereignisse des Phanerozoikums und des Präkambriums unter Einbeziehung angrenzender Fachgebiete. Das beginnt bei der gegenwärtigen globalen Erwärmung mit besonderem Fokus auf Meteorologie, Atmosphärenwissenschaften und Ozeanographie, erstreckt sich über die Darstellung früherer klimatischer Auswirkungen auf die Biosphäre (Paläontologie und Paläobiologie) bis hin zu verschiedenen klimarelevanten Aspekten von Geologie und Geophysik in erdgeschichtlichen Zeiträumen.
- Nature Climate Change, Herausgeberː Nature Publishing Group (GB), Spracheː englisch, Erscheinungsweiseː monatlich, Linkː offizielle Website, ISSN 1758-678X
- Nature Geoscience, Herausgeberː Nature Publishing Group (GB), Spracheː englisch, Erscheinungsweiseː monatlich, Linkː offizielle Website, ISSN 1752-0894
- Geophysical Research Letters, Herausgeberː American Geophysical Union (USA), Spracheː englisch, Erscheinungsweiseː 14-täglich, Linkː offizielle Website, ISSN 0094-8276
- Geology, Herausgeberː Geological Society of America (USA), Spracheː englisch, Erscheinungsweiseː monatlich, Linkː offizielle Website, ISSN 0091-7613
- Palaeogeography, Palaeoclimatology, Palaeoecology („Palaeo3“), Verlagː Elsevier, Spracheː englisch, Erscheinungsweiseː 14-täglich, Linkː offizielle Website, ISSN 0031-0182
- Gondwana Research, Verlagː Elsevier, Spracheː englisch, Erscheinungsweiseː monatlich, Linkː offizielle Website, ISSN 1342-937X
- Earth and Planetary Science Letters, Verlagː Elsevier, Spracheː englisch, Erscheinungsweiseː 2 Ausgaben pro Monat, Linkː offizielle Website, ISSN 0012-821X
- Quaternary Science Reviews, Verlagː Elsevier, Spracheː englisch, Erscheinungsweiseː 14-täglich, Linkː offizielle Website, ISSN 0277-3791

### Referenzwerke (englisch)
- Raymond T. Pierrehumbert: Principles of Planetary Climate. Cambridge University Press, 2010, ISBN 978-0-521-86556-2.
- Thomas N. Cronin: Paleoclimates: understanding climate change past and present. Columbia University Press, New York 2010, ISBN 978-0-231-14494-0.
- William F. Ruddimann: Earth's Climate – Past and Future. W. H. Freeman, Third Edition 2013, ISBN 978-1-319-15400-4.
- Raymond S. Bradley: Paleoclimatology. Reconstructing Climates of the Quaternary. 3. Auflage. Academic Press (Elsevier Inc.), Oxford/Amsterdam/Waltham/San Diego 2015, ISBN 978-0-12-386913-5.

### Deutschsprachige Literatur
- Heinz Wanner: Klima und Mensch. Eine 12.000-jährige Geschichte. 2. Auflage. Haupt Verlag, Bern 2020, ISBN 978-3-258-08066-6 (populärwissenschaftliches Werk zur holozänen Klimageschichte).
- Stefan Rahmstorf, Hans Joachim Schellnhuber: Der Klimawandel: Diagnose, Prognose, Therapie. 9. Auflage. C. H. Beck, München 2019, ISBN 978-3-406-74376-4.
- Harald Meller, Thomas Puttkammer (Hrsg.): Klimagewalten. Treibende Kraft der Evolution. wbg Theiss, Darmstadt 2017, ISBN 978-3-8062-3120-5.
- Peter Ward, Joe Kirschvink: Eine neue Geschichte des Lebens. Wie Katastrophen den Lauf der Evolution bestimmt haben. Deutsche Verlags Anstalt, München 2016, ISBN 978-3-421-04661-1.
- Jochem Marotzke, Martin Stratmann (Hrsg.): Die Zukunft des Klimas. Neue Erkenntnisse, neue Herausforderungen. Ein Report der Max-Planck-Gesellschaft. Beck, München 2015, ISBN 978-3-406-66968-2.
- Jens Boenigk, Sabina Wodniok: Biodiversität und Erdgeschichte. Springer Verlag, Berlin/Heidelberg 2014 (Springer Spektrum), DOIː 10.1007/978-3-642-55389-9, ISBN 978-3-642-55388-2 (Lehrbuch u. a. über die Entstehung von Diversität im erdgeschichtlichen Kontext).
- Christian-Dietrich Schönwiese: Klimatologie. 4., überarbeitete und aktualisierte Auflage. UTB, Stuttgart 2013, ISBN 978-3-8252-3900-8.
- Christoph Buchal, Christian-Dietrich Schönwiese: Klima – Die Erde und ihre Atmosphäre im Wandel der Zeiten. Hrsg.: Wilhelm und Else Heraeus-Stiftung, Helmholtz-Gemeinschaft Deutscher Forschungszentren. 2010, ISBN 978-3-89336-589-0 (awi.de [PDF]).
- Mojib Latifː Klimawandel und Klimadynamik. Ulmer, Stuttgart 2009, ISBN 978-3-8252-3178-1.
- József Pálfy: Katastrophen der Erdgeschichte. Globales Artensterben? Schweizerbart, Stuttgart 2005, ISBN 3-510-65211-8.
- Monika Huch, Günter Warnecke, Klaus Germann (Hrsg.): Klimazeugnisse der Erdgeschichte. Perspektiven für die Zukunft. Mit Beiträgen von Wolfgang H. Berger, Arthur Block, Werner von Bloh, Werner Buggisch, Klaus Germann, Monika Huch, Gerhard Petschel-Held, Hans-Joachim Schellnhuber, Torsten Schwarz, Hansjörg Streif, Otto H. Wallner, Günter Warnecke, Gerold Wefer. Springer, Berlin/Heidelberg 2001, ISBN 3-540-67421-7, doi:10.1007/978-3-642-56816-9.
- Anders Levermannː Die Faltung der Welt. Ullstein, 2023, ISBN 978-3-5502-0212-4.

### Sammelportale
- Informationsportal Klimawandel der Zentralanstalt für Meteorologie und Geodynamik in Österreich
- Forschung zum Klimawandel vom Potsdam-Institut für Klimafolgenforschung
- Klimanavigator von einem Redaktionskomitee deutscher Klimaforscher unter der Leitung des Climate Service Center Germany und des Helmholtz-Zentrum Geesthacht
- Dokumentenserver Klimawandel des Climate Service Center Germany und des Helmholtz-Zentrum Geesthacht
- Klimawiki auf dem Deutschen Bildungsserver
- Klimawandel auf dem Informationsportal der Bundesarbeitsgemeinschaft Politische Bildung Online
- Klimawandel in einem Themen-Special der Zeitschrift Geo
- Klima und Klimawandel in den Umweltgesamtrechnungen des Bundesministeriums für Nachhaltigkeit und Tourismus und Bundesanstalt Statistik Österreich
- Klimawandel in den Wäldern von Rheinland-Pfalz vom Ministerium für Umwelt, Energie, Ernährung und Forsten Rheinland-Pfalz
- Wo unsere Erde unbewohnbar wird Interaktive Übersicht auf morgenpost.de